# Liste der technischen Denkmale im Landkreis Mittelsachsen (H–N)
Die Liste der technischen Denkmale im Landkreis Mittelsachsen enthält die Technischen Denkmale im Landkreis Mittelsachsen.
Diese Liste ist eine Teilliste der Liste der Kulturdenkmale in Sachsen.
Aufgrund der großen Anzahl von technischen Denkmalen ist die Liste aufgeteilt in die
- Liste der technischen Denkmale im Landkreis Mittelsachsen (A–E)
- Liste der technischen Denkmale im Landkreis Mittelsachsen (F–G)
- Liste der technischen Denkmale im Landkreis Mittelsachsen (H–N)
- Liste der technischen Denkmale im Landkreis Mittelsachsen (O–Z)

Die Buchstaben entsprechen den Anfangsbuchstaben der Gemeindenamen.

## Legende
- Bild: Bild des Kulturdenkmals, ggf. zusätzlich mit einem Link zu weiteren Fotos des Kulturdenkmals im Medienarchiv Wikimedia Commons. Wenn man auf das Kamerasymbol klickt, können Fotos zu Kulturdenkmalen aus dieser Liste hochgeladen werden:
- Bezeichnung: Denkmalgeschützte Objekte und ggf. Bauwerksname des Kulturdenkmals
- Lage: Straßenname und Hausnummer oder Flurstücknummer des Kulturdenkmals. Die Grundsortierung der Liste erfolgt nach dieser Adresse. Der Link (Karte) führt zu verschiedenen Kartendiensten mit der Position des Kulturdenkmals. Fehlt dieser Link, wurden die Koordinaten noch nicht eingetragen. Sind diese bekannt, können sie über ein Tool mit einer Kartenansicht einfach nachgetragen werden. In dieser Kartenansicht sind Kulturdenkmale ohne Koordinaten mit einem roten bzw. orangen Marker dargestellt und können durch Verschieben auf die richtige Position in der Karte mit Koordinaten versehen werden. Kulturdenkmale ohne Bild sind an einem blauen bzw. roten Marker erkennbar.
- Datierung: Baubeginn, Fertigstellung, Datum der Erstnennung oder grobe zeitliche Einordnung entsprechend des Eintrags in der sächsischen Denkmaldatenbank
- Beschreibung: Kurzcharakteristik des Kulturdenkmals entsprechend des Eintrags in der sächsischen Denkmaldatenbank, ggf. ergänzt durch die dort nur selten veröffentlichten Erfassungstexte oder zusätzliche Informationen
- ID: Vom Landesamt für Denkmalpflege Sachsen vergebene, das Kulturdenkmal eindeutig identifizierende Objekt-Nummer. Der Link führt zum PDF-Denkmaldokument des Landesamtes für Denkmalpflege Sachsen. Bei ehemaligen Kulturdenkmalen können die Objektnummern unbekannt sein und deshalb fehlen bzw. die Links von aus der Datenbank entfernten Objektnummern ins Leere führen. Ein ggf. vorhandenes Icon  führt zu den Angaben des Kulturdenkmals bei Wikidata.

## Hainichen, Stadt
| Bild                                    | Bezeichnung | Lage              | Datierung | Beschreibung | ID       |
| --------------------------------------- | --- | ----------------- | --- | --- | -------- |
| Weitere Bilder                          | Rahmenberg (Sachgesamtheit); Camera obscura                                                                     | Hainichen (Karte) | 1833 (Bildungsbau) | Einzeldenkmal der Sachgesamtheit Rahmenberg: Camera obscura (siehe auch Sachgesamtheitsdokument obj. 09229462, gleiche Anschrift); baugeschichtlich und technikgeschichtlich von Bedeutung | 09229463 |
|                                         | Stadtmühle Hainichen                                                                                            | Hainichen (Karte) | 18. Jahrhundert (Mühle) | Mühle; als Stadtmühle besondere stadtgeschichtliche und baugeschichtliche Bedeutung | 09304548 |
| Weitere Bilder                          | Meisterhaus der Tuchmacher; Tuchmacherhaus                                                                      | Hainichen (Karte) | bezeichnet 1784 (Innungshaus) | Ehemaliges Innungshaus in offener Bebauung, heute Museum mit Handweberei; Obergeschoss Fachwerk, stattlicher Fachwerkbau, baugeschichtlich, ortsgeschichtlich und straßenbildprägend von Bedeutung | 09229310 |
| Direkt Bild zu diesem Denkmal hochladen | Bogenbrücke über die Kleine Striegis                                                                            | Hainichen (Karte) | um 1920 (Straßenbrücke) | baugeschichtlich von Bedeutung | 09229331 |
| Direkt Bild zu diesem Denkmal hochladen | Bogenbrücke über die Kleine Striegis                                                                            | Hainichen (Karte) | um 1850 (Zufahrtsbrücke) | Zugang zum Hof, baugeschichtlich von Bedeutung | 09229674 |
| Direkt Bild zu diesem Denkmal hochladen | Bogenbrücke über die Striegis                                                                                   | Hainichen (Karte) | bezeichnet 1867 (Straßenbrücke)                                                                                                  | baugeschichtlich von Bedeutung | 09229309 |
| Direkt Bild zu diesem Denkmal hochladen | Ehemaliges Spinnereigebäude (Brüderstraße 6) mit angebautem Seitengebäude und Hinterhaus (Mühlgraben 1c)        | Hainichen (Karte) | 1844 (Spinnerei); 1844 (Seitengebäude); 1844 (Hinterhaus)                                                                        | später Wollwarenfabrik mit Wohn-, Produktions- und Lagergebäuden, heute Wohnhaus, authentisch erhaltenes Gebäudeensemble von geschichtlicher Bedeutung | 08967651 |
| Direkt Bild zu diesem Denkmal hochladen | Wohnhaus mit Schmiede in halboffener Bebauung                                                                   | Hainichen (Karte) | bezeichnet 1822 (Wohnhaus) | ehem. zu Kunzes Lederfabrik gehörig, lang gestreckter schlichter Putzbau, landesgeschichtlich von Bedeutung | 09229401 |
| Direkt Bild zu diesem Denkmal hochladen | Bogenbrücke | Hainichen (Karte) | um 1920 (Straßenbrücke) | baugeschichtlich und technikgeschichtlich von Bedeutung | 09229677 |
| Weitere Bilder                          | Möbelfabrik | Hainichen (Karte) | um 1900 (Fabrikgebäude) | Gebäudekomplex der Möbelfabrik; markanter Eckbau mit roter Klinkerfassade, baugeschichtlich, technikgeschichtlich und straßenbildprägend von Bedeutung | 09229404 |
| Direkt Bild zu diesem Denkmal hochladen | (ehem.) Fabrikanlage Gellertstraße (Sachgesamtheit)                                                             | Hainichen (Karte) | um 1870 (Fabrikanlage) | Sachgesamtheit Fabrikanlage bestehend aus Wohn- und Verwaltungsgebäude, Fabrikgebäude, Maschinenhaus und Schornstein sowie straßenseitige Einfriedungsmauer; heute Umbau zur Schule, ehem. Fabrikanlage inmitten des Stadtgebietes mit stadtgeschichtlicher, baugeschichtlicher sowie industriegeschichtlicher Bedeutung | 09300082 |
| Direkt Bild zu diesem Denkmal hochladen | Roßhaar-Weberei                                                                                                 | Hainichen (Karte) | Ende 19. Jahrhundert (Fabrikgebäude); 1920er-Jahre (Verwaltungsgebäude)                                                          | Zwei Fabrikgebäude mit mittigem Verwaltungsbau und Toreinfahrt; markante Gebäudegruppe mit baugeschichtlicher, industriegeschichtlicher und ortsgeschichtlicher Bedeutung | 09229420 |
| Direkt Bild zu diesem Denkmal hochladen | Filzfabrik | Hainichen (Karte) | um 1900 (Verwaltungsgebäude) | Westliches Verwaltungsgebäude mit angrenzendem Fabrikgebäude (Nr. 26) und östliche Fabrikhalle (Nr. 24) einer ehemaligen Filzbabrik; straßenbildprägende Gebäudegruppe, baugeschichtlich, ortsgeschichtlich und technikgeschichtlich von Bedeutung                                                                       | 09229403 |
| Direkt Bild zu diesem Denkmal hochladen | Transformatorenhaus                                                                                             | Hainichen (Karte) | um 1910 (Transformatorenstation)                                                                                                 | Zeugnis für Elektrifizierung des Ortes, technikgeschichtlich von Bedeutung | 09229485 |
| Direkt Bild zu diesem Denkmal hochladen | Ehemaliges Spinnereigebäude (Brüderstraße 6) mit angebautem Seitengebäude und Hinterhaus (Mühlgraben 1c)        | Hainichen (Karte) | 1844 (Spinnerei); 1844 (Seitengebäude); 1844 (Hinterhaus)                                                                        | später Wollwarenfabrik mit Wohn-, Produktions- und Lagergebäuden, heute Wohnhaus, authentisch erhaltenes Gebäudeensemble von geschichtlicher Bedeutung | 08967651 |
|                                         | Turmbau; Verbandsstoffe-Fabrik (ehem.)                                                                          | Hainichen (Karte) | 2. Hälfte 19. Jahrhundert (Fabrikgebäude)                                                                                        | Fabrikgebäude; heute Wohnhaus, Putzbau des 19. Jhs. mit markantem Turm an der nördlichen Schmalseite, Überformung der Fassade mit Art-déco-Elementen, baugeschichtlich und ortsgeschichtlich von Bedeutung | 09229453 |
| Direkt Bild zu diesem Denkmal hochladen | Stadtpark Hainichen (Sachgesamtheit)                                                                            | Hainichen (Karte) | 1705 (Mundloch) | Einzeldenkmal der Sachgesamtheit Stadtpark Hainichen: Ehemaliger Steinkohlestollen sowie zwei Bergkeller an der Oederaner Straße (siehe auch Sachgesamtheitsdokument obj. 09229348); bergbaugeschichtlich und stadtgeschichtlich von Bedeutung von Bedeutung                                                             | 09229454 |
| Weitere Bilder                          | Stadtpark Hainichen (Sachgesamtheit)                                                                            | Hainichen (Karte) | 1883/84 (Gärtneranwesen); 1847 (Schweizerhaus); 1905 (Musikpavillon); 1934 (chinesischer Pavillon); 1935 (Apotheke im Stadtpark) | Einzeldenkmale der Sachgesamtheit Stadtpark Hainichen: Gärtnerhaus, Schweizerhäuschen, Musikpavillon, chinesischer Pavillon, sog. Apotheke und Blumenuhr (siehe auch Sachgesamtheitsdokument obj. 09229348); von baukünstlerischer und ortshistorischer Bedeutung                                                        | 09300425 |
|                                         | Fabrikgebäude                                                                                                   | Hainichen (Karte) | um 1925 (Fabrikgebäude) | Putzbau mit Fassadengestaltung im Art-déco-Stil, baugeschichtlich und ortsgeschichtlich von Bedeutung | 09229424 |
| Direkt Bild zu diesem Denkmal hochladen | Kermes-Fabrik; Verbandsstoffe-Fabrik (ehem.)                                                                    | Hainichen (Karte) | 1912 (Fabrikgebäude); 1912 (Gifthäuschen)                                                                                        | Fabrikgebäude, sog. Gifthäuschen und Einfriedung der Verbandsstoffe-Fabrik Kermes; im Reformstil der Zeit um 1910 errichtetes stattliches Fabrikgebäude, baugeschichtlich und ortsgeschichtlich von Bedeutung | 09229450 |
| Direkt Bild zu diesem Denkmal hochladen | Straßenbrücke über die Große Striegis                                                                           | Riechberg (Karte) | 19. Jahrhundert (Straßenbrücke)                                                                                                  | Bogenbrücke aus Bruchstein, baugeschichtlich von Bedeutung | 09305227 |
| Direkt Bild zu diesem Denkmal hochladen | Nördliches Teilbauwerk der Autobahnbrücke über die Kleine Striegis sowie über die Bahnlinie Roßwein-Niederwiesa | Schlegel (Karte)  | 1952–1953 (Autobahnbrücke) | neu aufgesetzte Fahrbahn auf einer Konstruktion von natursteinverblendeten Stampfbetonpfeilern mit weiten, gemauerten Rundbögen ruhend, baugeschichtlich, verkehrsgeschichtlich und technikgeschichtlich von Bedeutung, zudem landschaftsbildprägend                                                                     | 09244410 |
| Weitere Bilder                          | Steyermühle | Schlegel (Karte)  | bezeichnet 1784 (Mühle) | Wassermühle; Mahlmühle mit oberschlächtigem Wasserrad, Fachwerkbau, schönes Porphyrportal mit Schlussstein, technikgeschichtlich von Bedeutung | 09244417 |

## Halsbrücke
| Bild                                    | Bezeichnung | Lage                       | Datierung | Beschreibung | ID       |
| --------------------------------------- | --- | -------------------------- | --- | --- | -------- |
| Direkt Bild zu diesem Denkmal hochladen | Rothschönberger Stolln (Sachgesamtheit); 7. Lichtloch; 8. Lichtloch                                               |                            | 1844 (Huthaus)                                                                                                 | Sachgesamtheitsbestandteil der Sachgesamtheit Röthschönberger Stolln, mit Lichtlöchern, Funktionsgebäuden, Gräben, Röschen, Halden und Mundlöchern in den Gemeinden Triebischtal (OT Rothschönberg), Halsbrücke (OT Halsbrücke und OT Krummenhennersdorf) sowie Reinsberg (OT Neukirchen und OT Reinsberg), davon gehören zum Teilabschnitt in der Gemarkung Halsbrücke: das 7. Lichtloch mit Bergschmiede (auch Einzeldenkmal), Treibehaus mit Radstube (auch Einzeldenkmal), Wassergöpel (Sachgesamtheitsteil), Pulverturm (auch Einzeldenkmal) und Halde (Sachgesamtheitsteil) sowie 8. Lichtloch mit Schachtmauer, Halde, Schachtaufsattelung, Förderturm -Kopie 1993, Schuppen, Kaue (alle Sachgesamtheitsteile); Bergbauanlage von überregionaler technikgeschichtlicher Bedeutung (siehe auch Sachgesamtheitsteildokumente in den Denkmallisten der Gemeinden Halsbrücke und Reinsberg sowie in den Einzeldenkmallisten der genannten Gemeinden) | 08985210 |
| Weitere Bilder                          | Fuchsmühle; ehem. Röllingsche Mühle; Mittlere Ratsmühle                                                           | Conradsdorf                | 1908, Neuaufbau nach Brand der Mühle als Blechware (Fabrik)                                                    | Mühle (spätere Fabrik) und Mühlgraben; Zeugnis für die Wirtschaftsweise vergangener Zeiten, ortsgeschichtlich und technikgeschichtlich von Bedeutung | 08985350 |
| Direkt Bild zu diesem Denkmal hochladen | Löffler Stolln | Conradsdorf                | 1848 (Mundloch)                                                                                                | Mundloch des Löffler-Stolln; bergbauhistorisches Denkmal | 08985298 |
| Direkt Bild zu diesem Denkmal hochladen | Zwei Mundlöcher                                                                                                   | Conradsdorf                | 18. Jahrhundert (Mundloch)                                                                                     | bergbaugeschichtlich von Bedeutung | 08985325 |
| Direkt Bild zu diesem Denkmal hochladen | Hosianna-Stolln                                                                                                   | Conradsdorf                | 1789 (Mundloch)                                                                                                | Mundloch des Hosianna-Stolln; bergbaugeschichtlich von Bedeutung | 08985308 |
| Direkt Bild zu diesem Denkmal hochladen | Wäsche zu Gottes Gnade und Segen; Gottes Gnade und Segen Erbstolln                                                | Conradsdorf                | 1765 (Dachgeschoss der ehem. Erzwäsche, evtl. älter)                                                           | Dachgeschoss mit Dachstuhl der ehemaligen Erzwäsche der Grube „Gottes Gnade und Segen“ sowie Stollnmundloch; straßenbildprägender Fachwerkbau mit dahinter gelegenem, schlichten Stollnmundloch von bergbaugeschichtlicher Bedeutung | 08985352 |
| Direkt Bild zu diesem Denkmal hochladen | Grube Elias | Conradsdorf                | | Feldgestängebahn (führte zum Kunstschacht der Halde Elias); landschaftsgestaltendes Zeugnis der Bergbaugeschichte | 08985268 |
| Direkt Bild zu diesem Denkmal hochladen | Huthaus Lorenz Gegentrum; Lorenz-Gegentrumer Bergschmiede                                                         | Conradsdorf (Karte)        | Ende 18. Jahrhundert (Huthaus)                                                                                 | Ehemaliges Huthaus und Pingen (Bergbaufolgelandschaft) sowie Reste der Radstube; bergbaugeschichtlich und technikgeschichtlich von Bedeutung | 08985275 |
| Direkt Bild zu diesem Denkmal hochladen | Straßenbrücke über die Bobritzsch                                                                                 | Falkenberg (Karte)         | 1552 (Straßenbrücke)                                                                                           | landschaftsprägendes verkehrstechnisches Denkmal von eindrucksvoller Gestalt | 08985283 |
| Direkt Bild zu diesem Denkmal hochladen | Erbmühle; Falkenberger Mühle                                                                                      | Falkenberg                 | bezeichnet 1845 Inschrifttafel (Mühle)                                                                         | Mühle, winkliges Seitengebäude und Mühlgraben; malerisch an der Bobritzsch gelegenes Mühlenensemble, baugeschichtlich, ortsgeschichtlich und technikgeschichtlich von Bedeutung | 08985282 |
| Direkt Bild zu diesem Denkmal hochladen | Straßenbrücke über die Bobritzsch                                                                                 | Falkenberg (Karte)         | 1552 (Straßenbrücke)                                                                                           | landschaftsprägendes verkehrstechnisches Denkmal von eindrucksvoller Gestalt | 08985283 |
| Direkt Bild zu diesem Denkmal hochladen | Hülfe des Herrn Erbstolln                                                                                         | Falkenberg                 | vor 1785, 1838 Betrieb eingestellt (Bergbauanlage)                                                             | Mundloch des Hülfe der Herrn Erbstolln und Reste eines Kunstgrabens sowie kleine Halde; frühes Zeugnis der Bergbaugeschichte, ortsgeschichtlich und technikgeschichtlich von Bedeutung | 08985387 |
| Direkt Bild zu diesem Denkmal hochladen | Ölmühle | Falkenberg (Karte)         | 1858 (Mühlengebäude)                                                                                           | Mühlengebäude mit technischer Ausstattung, Reste des Mühlgrabens und Hofpflaster; weitgehend im Originalzustand erhaltene Ölmühle mit Mühlentechnik, von technikgeschichtlicher, ortshistorischer und sozialgeschichtlicher Bedeutung | 08985287 |
| Direkt Bild zu diesem Denkmal hochladen | König Asverus Stolln                                                                                              | Halsbrücke (Karte)         | Ende 18./Anf. 19. Jahrhundert (Mundloch)                                                                       | Mundloch des Stollns „König Asverus“ und Abzugsgraben zur Entwässerung; bergbaugeschichtlich und technikgeschichtlich von Bedeutung | 08985312 |
| Direkt Bild zu diesem Denkmal hochladen | Planer Stolln | Halsbrücke                 | 16. Jahrhundert (Stollen)                                                                                      | Mundloch des Planer Stollns; bergbaugeschichtlich von Bedeutung | 08985311 |
| Direkt Bild zu diesem Denkmal hochladen | Flussausbau der Freiberger Mulde                                                                                  | Halsbrücke                 | 17. Jahrhundert (Flussausbau)                                                                                  | Zeugnis der Muldenverlegung im 17. Jahrhundert, bergbaugeschichtlich und technikgeschichtlich von Bedeutung | 08985273 |
| Direkt Bild zu diesem Denkmal hochladen | Vereinigt Feld und St. Lorenz                                                                                     | Halsbrücke                 | | Kunstgraben der Grube Vereinigt Feld und St. Lorenz mit Abzugsgraben; als einer der ältesten Kunstgräben von hoher bergbauhistorischer Bedeutung | 08985309 |
| Direkt Bild zu diesem Denkmal hochladen | Churprinzer Bergwerkskanal; Bergwerkskanal (Sachgesamtheit)                                                       | Halsbrücke                 | 1788–1789 (Kunstgraben)                                                                                        | Einzeldenkmale der Sachgesamtheit Bergwerkskanal: Bergwerkskanal (siehe Sachgesamtheitsliste -Obj. 09305137, Alte Meißner Straße); Kunstgraben für den Transport von Erzen aus der Grube Churprinz Friedrich August Erbstolln bei Großschirma zur Halsbrückner Hütte mittels getreidelter Kähne, Churprinzer und Christbescherunger Bergwerkskanal einschließlich ihrer Röschen, einer erhaltenen Schleusenanlage und den Resten zweier Kahnhebehäuser wichtige Zeugnisse der wasserbaulichen Innovationsund Leistungsfähigkeit des sächsischen Erzbergbaus, landschaftsgestaltende technische Denkmale von besonderer bergbaugeschichtlicher Bedeutung und von nationalem Rang | 08985272 |
| Direkt Bild zu diesem Denkmal hochladen | Grabendurchlass unter der Abraumhalde des Bleierzschachtes                                                        | Halsbrücke                 | um 1900 (Durchlass)                                                                                            | bergbaugeschichtlich von Bedeutung | 08985207 |
| Direkt Bild zu diesem Denkmal hochladen | Altväterbrücke | Halsbrücke                 | um 1570, Erbauung als Straßenbrücke (Aquädukt)                                                                 | Ehemaliges Aquädukt über die Freiberger Mulde und den Churprinzer Bergwerkskanal; ein Teil der Brücke liegt in der Gemeinde Großschirma, OT Rothenfurth (Obj. 08991637), Zeugnis eines der bedeutendsten bergbauwasserwirtschaftlichen Anlagen im Halsbrücker Raum, dreibogige Steinbrücke, von großer ortshistorischer, verkehrshistorischer und bergbaugeschichtlicher Bedeutung, durch das hohe Alter baugeschichtlich wertvoll | 08985206 |
| Direkt Bild zu diesem Denkmal hochladen | Churprinzer Bergwerkskanal; Bergwerkskanal (Sachgesamtheit)                                                       | Halsbrücke (Karte)         | 1788–1789 (Bergbauanlage)                                                                                      | Sachgesamtheit Bergwerkskanal, bestehend aus den Churprinzer und Christbescherunger Bergwerkskanälen einschließlich aller Röschen, Mundlöcher, Abschläge, einer Schleusenanlage, zwei Kahnhebehäusern und einem Wehr in den Gemeinden Halsbrücke und Großschirma (siehe Sachgesamtheitsbestandteilliste -Obj. 09305134) mit folgenden Einzeldenkmalen in der Gemeinde Halsbrücke: Bergwerkskanal (siehe Einzeldenkmalliste -Obj. 08985272), Kahnhebehaus (siehe Einzeldenkmalliste -Obj. 08985801); Kunstgrabensystem zur Herbeiführung von Aufschlagwasser für die Gruben Churprinz Friedrich August Erbstolln bei Großschirma und Christbescherung Erbstolln bei Großvoigtsberg sowie zum Transport von Erzen aus beiden Gruben zur Halsbrückner Hütte mittels getreidelter Kähne, Bergwerkskanäle einschließlich ihrer Röschen, einer erhaltenen Schleusenanlage und den Resten zweier Kahnhebehäuser wichtige Zeugnisse der wasserbaulichen Innovationsund Leistungsfähigkeit des sächsischen Erzbergbaus, landschaftsgestaltende technische Denkmale von besonderer bergbaugeschichtlicher Bedeutung und von nationalem Rang | 09305137 |
| Direkt Bild zu diesem Denkmal hochladen | Churprinzer Bergwerkskanal; Rothenfurther Kahnhebehaus; Bergwerkskanal (Sachgesamtheit)                           | Halsbrücke (Karte)         | 1788/1789 (Kahnhebehaus)                                                                                       | Einzeldenkmale der Sachgesamtheit Bergwerkskanal: Kahnhebehaus (siehe Sachgesamtheitsliste -Obj. 09305137, Alte Meißner Straße); Bauwerk als vermutlich ältester Vorläufer heutiger Schiffshebewerke von herausragender technikgeschichtlicher Bedeutung, steht im Kontext eines Kunstgrabens für den Transport von Erzen aus der Grube Churprinz Friedrich August Erbstolln bei Großschirma zur Halsbrückner Hütte mittels getreidelter Kähne, Churprinzer und Christbescherunger Bergwerkskanal einschließlich ihrer Röschen, einer erhaltenen Schleusenanlage und den Resten zweier Kahnhebehäuser wichtige Zeugnisse der wasserbaulichen Innovationsund Leistungsfähigkeit des sächsischen Erzbergbaus, landschaftsgestaltende technische Denkmale von besonderer bergbaugeschichtlicher Bedeutung und von nationalem Rang | 08985801 |
| Direkt Bild zu diesem Denkmal hochladen | Roter Graben; Oberes Neues Geschrei                                                                               | Halsbrücke                 | ab 1613 (Brücke)                                                                                               | Brücke bzw. Grabendurchlass mit Abschnitt des Roten Grabens; bergbaugeschichtliche Bedeutung, bildet Sachgesamtheit mit Grube Oberes Neues Geschrei sowie mit Rotem Graben | 08985213 |
| Direkt Bild zu diesem Denkmal hochladen | Halsbrücker Rösche                                                                                                | Halsbrücke                 | um 1920 (Mundloch)                                                                                             | Mundloch der Halsbrücker Rösche; bergbaugeschichtlich von Bedeutung | 08985209 |
| Direkt Bild zu diesem Denkmal hochladen | Isaakbrücke | Halsbrücke                 | 19. Jahrhundert (Straßenbrücke)                                                                                | Straßenbrücke mit Markierungsstein der Gemarkungsgrenze; ein Teil der Brücke liegt in Großschirma, Stadt, OT Rothenfurth, Isaak (Obj. 08991639), ortsgeschichtliche und verkehrshistorische Bedeutung | 08985205 |
| Direkt Bild zu diesem Denkmal hochladen | Grube Beihilfe | Halsbrücke                 | | Aufschlagrösche Grube Beihilfe (verschüttet); bergbaugeschichtlich von Bedeutung | 08985204 |
| Direkt Bild zu diesem Denkmal hochladen | Prinz-Xaverus-Mundloch                                                                                            | Halsbrücke (Karte)         | 18./19. Jahrhundert (Mundloch)                                                                                 | Prinz-Xaverus-Mundloch; bergbaugeschichtlich von Bedeutung | 08985274 |
| Direkt Bild zu diesem Denkmal hochladen | Museum historischer Wäschemangeln Halsbrücke                                                                      | Halsbrücke                 | 19./20. Jahrhundert (Wäschemangel)                                                                             | Wäschemangeln; Kastenmangeln aus der Sammlung des Museums historischer Wäschemangeln in Halsbrücke, als Zeugnisse der Mechanisierung des Wäscheglättens und als Dokumente für die Vielzahl unterschiedlicher Hersteller, Bauformen und Antriebssysteme sowie für deren technologische Weiterentwicklung von großer technikgeschichtlicher sowie hauswirtschaftsgeschichtlicher Bedeutung | 09304388 |
| Direkt Bild zu diesem Denkmal hochladen | Rauchgaskanal; Hohe Esse                                                                                          | Halsbrücke                 | 1888–1889 (Rauchgaskanal)                                                                                      | Rauchgaskanal, Hohe Esse und Schlackenhalde (1917–56 geschüttet); Denkmal der Hüttentechnikgeschichte von Halsbrücke, bergbaugeschichtlich, ortsgeschichtlich und technikgeschichtlich von Bedeutung | 08985257 |
| Direkt Bild zu diesem Denkmal hochladen | Wasserhaus eines Hakenhofes in Hanglage                                                                           | Halsbrücke                 | um 1800 (Wasserhaus)                                                                                           | im Originalzustand erhaltenes seltenes Wasserhaus mit Pumpe und Steintrog, sozialgeschichtlich und wirtschaftsgeschichtlich von Bedeutung | 08985385 |
| Direkt Bild zu diesem Denkmal hochladen | Bahnhof Halsbrücke; Eisenbahnstrecke Freiberg (Sachs) -Halsbrücke                                                 | Halsbrücke                 | 1905 (Empfangsgebäude); vor 2015 (Bedürfnisanstalt)                                                            | Empfangsgebäude und Güterschuppen mit Zwischenbau des Bahnhofs Halsbrücke; baugeschichtlich und eisenbahngeschichtlich von Bedeutung | 08985244 |
| Direkt Bild zu diesem Denkmal hochladen | Berghang mit terrassenartig gestaffelten ehemaligen Kunstgräben (parallel zueinander)                             | Halsbrücke                 | 17. Jahrhundert (Kunstgraben)                                                                                  | landschaftsprägende Geländestufen, seltenes Zeugnis der frühen Bergbaugeschichte (Lage: zwischen Bergmannsweg 9 und Hauptstraße 10) | 08985270 |
| Direkt Bild zu diesem Denkmal hochladen | Kohleverladestation (für das Pappenwerk in Großschirma) an den Bahngleisen auf Bahndamm-Stützmauer (Rustikamauer) | Halsbrücke                 | um 1900 (Bunker)                                                                                               | seltenes technisches Zeugnis der Eisenbahngeschichte | 08985236 |
| Direkt Bild zu diesem Denkmal hochladen | Brunnenhaus | Halsbrücke                 | bezeichnet 1841 im Türsturz (Brunnenhaus)                                                                      | seltener Bau von hoher Originalität, sozialgeschichtlich von Bedeutung | 08985251 |
| Direkt Bild zu diesem Denkmal hochladen | Aquädukt (Roter Graben)                                                                                           | Halsbrücke                 | 1796 (Aquädukt)                                                                                                | Aquädukt (rechtwinklig zur Hauptstraße) vom Roten Graben zum Amalgamierwerk; bildet Sachgesamtheit mit Hütte/Amalgamierwerk in Halsbrücke sowie mit Rotem Graben, orts- und bergbaugeschichtliche Bedeutung | 08985214 |
| Direkt Bild zu diesem Denkmal hochladen | Halsbrückner Hütte; Amalgamierwerk; SAXONIA                                                                       | Halsbrücke (Karte)         | bezeichnet 1787–1790 (Inschrifttafel am Amalgamierwerk)                                                        | Amalgamierwerk mit Nordflügel und Mauerresten des Südflügels, drei Schornsteine, Verwaltungsgebäude I und II, Schmiede und Schlosserei (ehem. Rösthaus), Abschnitte vom Rauchgaskanal mit Öffnungen, Treibehütte, Esse, Mauerreste eines Lagergebäudes, Pochwerkshalde mit Mauern, Flammofenhütte, Hüttengraben (Rösche), Erzhaus (Ruine); Denkmal der Hüttengeschichte von überregionaler Bedeutung, Zeugnisse der Technikgeschichte der Buntmetallurgie und der Umweltgeschichte, bildet Sachgesamtheit mit Rauchgaskanal | 08985328 |
| Direkt Bild zu diesem Denkmal hochladen | Kummers Hof | Halsbrücke                 | 1804 (Badeanstalt)                                                                                             | Ehemaliges Schwefel- und Schlackebad, später Schmiede (mit altem Schmiedebalg) und Nebengebäude; spätbarocker Putzbau mit markantem Schopfwalmdach, baugeschichtlich von Bedeutung, als ehemaliges öffentliches Bad für die Hüttenarbeiter von sozialhistorischer Bedeutung | 08985232 |
| Direkt Bild zu diesem Denkmal hochladen | Roter Graben | Halsbrücke                 | bezeichnet 1735 (Mundloch); 16. Jahrhundert (Kunstgraben); bezeichnet 1698 (untere Reihe)                      | Röschenmundloch sowie Abschnitt des Kunstgrabens „Roten Grabens“ mit Stützmauer; Kunstgraben zählt zu den ältesten bergbaulichen Wasserhaltungsanlagen im Halsbrücker Bergbaurevier, führt heute Wasser aus den Grubenbauen der ehem. Himmelfahrt Fdgr. vom Kgl. Verträgl. Gesellschaft Stolln (Freiberg) über OT Tuttendorf nach Halsbrücke, siehe auch OT Tuttendorf -Obj. 08985266, von singulärer bergbaugeschichtlicher Bedeutung | 08985269 |
| Direkt Bild zu diesem Denkmal hochladen | Roter Graben; Oberes Neues Geschrei                                                                               | Halsbrücke (Karte)         | 1735 (Kunstgraben)                                                                                             | Abschnitt des Roten Grabens am linken Ufer der Freiberger Mulde mit Brücke (neben Freiberger Weg 11), Rösche und Röschenmundloch (Hüttengasse) zur Wasserzuführung für den Halsbrücker Bergbau; bergbauhistorische Bedeutung, bildet Sachgesamtheit mit Rotem Graben und Grube „Oberes Neues Geschrei“, (siehe auch Flst. 471; 472; 473; 581 -Gemarkung Tuttendorf) | 08985212 |
| Direkt Bild zu diesem Denkmal hochladen | Mundloch | Halsbrücke                 | 17. Jahrhundert (Mundloch)                                                                                     | frühes Zeugnis der Bergbaugeschichte in Halsbrücke | 08985267 |
| Direkt Bild zu diesem Denkmal hochladen | Weidegraben | Halsbrücke                 | 19. Jahrhundert (Grenzstein)                                                                                   | Markierungsstein am Weidegraben (verschüttet); bergbaugeschichtliches Zeugnis der Hüttengeschichte von Halsbrücke | 08985265 |
| Direkt Bild zu diesem Denkmal hochladen | Gotthelf-Schaller-Schacht; Oberes Neues Geschrei                                                                  | Halsbrücke                 | 19. Jahrhundert (Schacht)                                                                                      | Schachtaufsattlung des Gotthelf-Schaller-Schachtes und Halde; bergbauhistorisches Denkmal, bildet Sachgesamtheit mit der Grube Oberes Neues Geschrei (Lage: zwischen Hüttengasse (unterhalb) und Krummenhennersdorfer Straße) | 08985264 |
| Direkt Bild zu diesem Denkmal hochladen | Oberes Neues Geschrei; Roter Graben                                                                               | Halsbrücke (Karte)         | um 1840 (Bergbau-Wasseranlage); 1613 (Roter Graben angelegt)                                                   | Erzwäsche der Grube Oberes-Neues-Geschrei mit Radstube und Abschnitt des Roten Grabens; bergbauhistorische Bedeutung, bildet Sachgesamtheit mit Grube „Oberes Neues Geschrei“ sowie mit Rotem Graben | 08985215 |
| Direkt Bild zu diesem Denkmal hochladen | Huthaus und Bergarbeiterhaus                                                                                      | Halsbrücke                 | um 1790 (Arbeiterwohnhaus)                                                                                     | bildet Sachgesamtheit mit dem Freudenstein Erbstolln sowie mit Aufschlagrösche, Radstube und Einfriedungsmauer des ehemaligen Ausschlagplatzes, Fachwerkbau von hoher bergbaugeschichtlicher und sozialgeschichtlicher Bedeutung | 08985255 |
| Direkt Bild zu diesem Denkmal hochladen | Freudenstein Erbstolln                                                                                            | Halsbrücke                 | bezeichnet 1765 Schlussstein (Bergbauanlagenteil); bezeichnet 1769 (linke Felsmauer)                           | Mundloch des Freudenstein Stollns sowie Mundloch der Aufschlagrösche mit untertägiger Radstube und Einfriedung des Ausschlagplatzes; von hoher bergbaugeschichtlicher Bedeutung, sehr wertvolle Originalsubstanz und Zeugnis vom Besuch des Landesherren, der mit der Gründung der Freiberger Bergakademie in Verbindung steht sowie Sachgesamtheit mit Huthaus Muldental 9 | 08985256 |
| Direkt Bild zu diesem Denkmal hochladen | Rothschönberger Stolln (Sachgesamtheit); 7. Lichtloch; 8. Lichtloch                                               | Halsbrücke                 | 1844 (Huthaus)                                                                                                 | Sachgesamtheitsbestandteil der Sachgesamtheit Röthschönberger Stolln, mit Lichtlöchern, Funktionsgebäuden, Gräben, Röschen, Halden und Mundlöchern in den Gemeinden Triebischtal (OT Rothschönberg), Halsbrücke (OT Halsbrücke und OT Krummenhennersdorf) sowie Reinsberg (OT Neukirchen und OT Reinsberg), davon gehören zum Teilabschnitt in der Gemarkung Halsbrücke: das 7. Lichtloch mit Bergschmiede (auch Einzeldenkmal), Treibehaus mit Radstube (auch Einzeldenkmal), Wassergöpel (Sachgesamtheitsteil), Pulverturm (auch Einzeldenkmal) und Halde (Sachgesamtheitsteil) sowie 8. Lichtloch mit Schachtmauer, Halde, Schachtaufsattelung, Förderturm -Kopie 1993, Schuppen, Kaue (alle Sachgesamtheitsteile); Bergbauanlage von überregionaler technikgeschichtlicher Bedeutung (siehe auch Sachgesamtheitsteildokumente in den Denkmallisten der Gemeinden Halsbrücke und Reinsberg sowie in den Einzeldenkmallisten der genannten Gemeinden) | 08985210 |
| Direkt Bild zu diesem Denkmal hochladen | Rothschönberger Stolln (Sachgesamtheit); 7. Lichtloch                                                             | Halsbrücke                 | 1844 (Bergschmiede); 1850 (Treibehaus); 1844 (Pulverturm)                                                      | Einzeldenkmale der Sachgesamtheit Rothschönberger Stolln: Bergschmiede, Treibehaus mit Radstube und Pulverturm des 7. Lichtloches; Bergbauanlagenteile von überregionaler technikgeschichtlicher Bedeutung [siehe auch Sachgesamtheitsdokumente in den Gemeinden Triebischtal (Rothschönberg), Halsbrücke (Halsbrücke, Krummenhennersdorf), Reinsberg (Neukirchen, Reinsberg)] | 09300531 |
| Direkt Bild zu diesem Denkmal hochladen | Transformatorenturm                                                                                               | Hetzdorf (Karte)           | 1950er-Jahre (Transformatorenstation)                                                                          | Typenbau der 1950er-Jahre, Zeugnis der Entwicklung der Stromversorgung | 08991572 |
| Direkt Bild zu diesem Denkmal hochladen | Einfriedungs- und Hochwasserschutzmauer eines Hakenhofes                                                          | Krummenhennersdorf (Karte) | 19. Jahrhundert (Schutzbauwerke)                                                                               | wasserbauliche Anlage von ortsgeschichtlicher und straßenbildprägender Bedeutung | 08985366 |
| Direkt Bild zu diesem Denkmal hochladen | Komm Sieg mit Freuden-Erbstolln; Isaak-Erbstolln                                                                  | Krummenhennersdorf         | 17./18. Jahrhundert (Bergbauanlage)                                                                            | Mundloch des »Komm Sieg mit Freuden-Erbstolln« und Mundloch des »Isaak-Stolln« sowie Radstube; Zeugnis der frühen Bergbaugeschichte | 08985277 |
| Direkt Bild zu diesem Denkmal hochladen | Halde | Krummenhennersdorf         | 19. Jahrhundert (Halde)                                                                                        | landschaftsprägendes bergbauhistorisches Denkmal | 08985344 |
| Direkt Bild zu diesem Denkmal hochladen | Wohnstallhaus und zwei Seitengebäude eines ehemaligen Vierseithofes sowie Granitwassertrog und Tanksäule          | Krummenhennersdorf         | 2. Hälfte 18. Jahrhundert (Wohnstallhaus); und 1720 (Seitengebäude); um 1900 (Seitengebäude); 1962 (Tanksäule) | regionaltypischer Bauernhof in Fachwerkbauweise, baugeschichtlich und wirtschaftsgeschichtlich von Bedeutung | 08985343 |
| Direkt Bild zu diesem Denkmal hochladen | Oberes Mundloch; Felsenbachrösche; Grabentour; Augustusstolln                                                     | Krummenhennersdorf         | 1844–1846 (Kunstgraben)                                                                                        | Kunstgraben und Abschlag zur Bobritzsch und Mundloch; bergbauhistorische Bedeutung, Teil der RWA, Sachgesamtheit mit Grabentour | 08985370 |
|                                         | Bobritzschbrücke                                                                                                  | Krummenhennersdorf         | 1806 bezeichnet auf Inschrifttafel (Straßenbrücke)                                                             | Straßenbrücke über die Bobritzsch; zweibogige Natursteinbrücke auf dem Weg von Krummenhennersdorf nach Dittmannsdorf, baugeschichtlich, verkehrsgeschichtlich und ortsbildprägend von Bedeutung | 08985364 |
|                                         | Wünschmann-Mühle; Beckenmühle                                                                                     | Krummenhennersdorf         | 1912, Wiedererrichtung nach Brand (Mühle)                                                                      | Mahlund Sägemühle bestehend aus Wohn-, Mühlund Speichergebäuden mit technischer Ausstattung, Bäckereigebäude mit Schornstein und technischer Ausstattung, Wehr und Uferstützmauer, Mühlobergraben mit Schütz und Abschlag, teils verröschtem Mühluntergraben mit Röschenmundloch und Treppenzugang sowie Einfriedung; ortsbildprägende Mühlgebäude mit Jugendstilanklängen, authentisch und mitsamt technischer Ausstattung überliefertes Ensemble einer Bäckermühle, Zeugnisse eines historisch bedeutenden Mühlenstandorts von hohem technikgeschichtlichen, baugeschichtlichen und ortshistorischen Wert | 08985368 |
| Direkt Bild zu diesem Denkmal hochladen | Hofmühle; Maunemühle                                                                                              | Krummenhennersdorf (Karte) | bezeichnet 1802 (Mühlenwohnhaus)                                                                               | Mühlenwohnhaus (Nr. 5) mit Heiste, Seitengebäude (Nr. 3) und Speicher (Nr. 1); geschlossene Hofanlage eines weitgehend authentisch erhaltenen Mühlengutes, baugeschichtlich, ortsgeschichtlich und technikgeschichtlich von Bedeutung | 08985365 |
| Direkt Bild zu diesem Denkmal hochladen | Sachgesamtheit Forstmühle Krummenhennersdorf                                                                      | Krummenhennersdorf         | 19. Jahrhundert (Wehr)                                                                                         | Sachgesamtheit Forstmühle Krummenhennersdorf mit folgenden Sachgesamtheitsteilen: Stauwehr, Mühlgraben, 2 Steinbogenbrücken, 3 Mühlsteine sowie die Grundmauern der Forstmühle; ortsbzw. regionalgeschichtliche und technikgeschichtliche Bedeutung | 09304114 |
|                                         | Wasserturm | Niederschöna               | 1921/1922 (Eisenbahn)                                                                                          | Wasserturm der Eisenbahn; mächtiger Kubus mit zeittypischer Formensprache, Zeugnis der ehemaligen Eisenbahnstrecke, Teil des ehemaligen Bahnhofs, eisenbahngeschichtlich und technikgeschichtlich von Bedeutung | 08991394 |
|                                         | Wasserkran | Niederschöna               | um 1920 (Wasserfüllstation)                                                                                    | Relikt der ursprünglichen Eisenbahnstrecke, eisenbahngeschichtlich und technikgeschichtlich von Bedeutung | 08991395 |
| Direkt Bild zu diesem Denkmal hochladen | Niedermühle; Schmidt-Mühle                                                                                        | Niederschöna (Karte)       | 1. Hälfte 20. Jahrhundert (Mühlentechnik)                                                                      | Mühlentechnik und Mühlgraben; historische Ausstattung, technikgeschichtliche und ortshistorische Bedeutung | 08991590 |
| Direkt Bild zu diesem Denkmal hochladen | Straßenbrücke über Rodelandbach                                                                                   | Niederschöna               | 19. Jahrhundert (Straßenbrücke)                                                                                | Steinbogenbrücke, baugeschichtlich und technikgeschichtlich von Bedeutung | 08991359 |
| Direkt Bild zu diesem Denkmal hochladen | Brücke | Niederschöna               | bezeichnet 1850 (oder 1807)                                                                                    | korbbogige Sandsteinbrücke mit Schlussstein über den Rodelandbach, baugeschichtlich und ortsbildprägend von Bedeutung | 08991415 |
| Weitere Bilder                          | Rittergut Oberschaar (Sachgesamtheit)                                                                             | Oberschaar                 | bezeichnet 1825 (Brücke)                                                                                       | Einzeldenkmal der Sachgesamtheit Rittergut Oberschaar: Brücke über den Rodelandbach (siehe auch Sachgesamtheitsliste Zum Rittergut 3, 5, 6, 7 -Obj. 09305716); Natursteinbogenbrücke mit mächtigem Schlussstein, ortshistorische Bedeutung, Bestandteil des Rittergutes | 08991437 |
| Direkt Bild zu diesem Denkmal hochladen | Roter Graben | Tuttendorf                 | 16. Jahrhundert (Kunstgraben)                                                                                  | Kunstgraben; zählt zu den ältesten bergbaulichen Wasserhaltungsanlagen im Halsbrücker Bergbaurevier, führt heute Wasser aus den Grubenbauen der ehem. Himmelfahrt Fdgr. vom Kgl. Verträgl. Gesellschaft Stolln (Freiberg) über OT Tuttendorf nach OT Halsbrücke, siehe auch OT Halsbrücke obj. 08985269, von singulärer bergbaugeschichtlicher Bedeutung | 08985266 |
| Direkt Bild zu diesem Denkmal hochladen | Nachtigall Erbstolln                                                                                              | Tuttendorf                 | 1. Hälfte 16. Jahrhundert, Ursprünge gehen ins 14. Jahrhundert zur (Halde)                                     | Halde und Mundloch des Nachtigallstollen; Zeugnis des frühen Beginns der Bergbaugeschichte in dieser Gegend, baugeschichtlich von Bedeutung | 08985260 |
| Direkt Bild zu diesem Denkmal hochladen | Kobschacht | Tuttendorf (Karte)         | 1854–1877 (Halde)                                                                                              | Reste einer Dampfgöpelanlage, Stützmauer und Halde des Kobschachtes; landschaftsprägendes bergbaugeschichtlichesDenkmal | 08985318 |
| Direkt Bild zu diesem Denkmal hochladen | Ludwigschacht | Tuttendorf                 | 1853–1870 (Halde)                                                                                              | Halde des Ludwigschachts mit Stützmauer; bergbauhistorische Bedeutung | 08985316 |
| Direkt Bild zu diesem Denkmal hochladen | Steinbogenbrücke über Mulde und Mühlgraben der unteren Ratsmühle                                                  | Tuttendorf                 | 16. Jahrhundert (Straßenbrücke)                                                                                | markantes ortsbildprägendes Denkmal der Verkehrsgeschichte, baugeschichtlich und ortsbildprägend von Bedeutung | 08985296 |
| Direkt Bild zu diesem Denkmal hochladen | Hauptstollngang                                                                                                   | Tuttendorf                 | 12. Jahrhundert (Halde)                                                                                        | Haldenzug auf dem Hauptstollngang, in nordsüdlicher Richtung stehend; bergbauhistorische Bedeutung | 08985317 |
| Direkt Bild zu diesem Denkmal hochladen | Roter Graben; Oberes Neues Geschrei                                                                               | Tuttendorf                 | 1602 und 1612/1613 (Roter Graben); bezeichnet 1809 (Stützmauer); bezeichnet 1827 (Stützmauer)                  | Roter Graben mit Abschlägen, Stützmauern, Röschen, Markierungssteinen und Brücken; parallel zur Freiberger Mulde (westlich) verlaufender Wassergraben als bedeutendes Zeugnis der Bergbaugeschichte, bildet Sachgesamtheit mit der Grube Oberes Neues Geschrei (ehemals Bestandteil der Revierwasserlaufanstalt) | 08985258 |
| Direkt Bild zu diesem Denkmal hochladen | Oberes Neues Geschrei (auch: Hoffnungsschacht)                                                                    | Tuttendorf                 | 1844–1850 (Schacht); 1844 (Mundloch der Aufschlagrösche); 1851 (Treibehaus)                                    | Halde, Treibehaus der Grube „Oberes-Neues-Geschrei“ und Mundloch der Aufschlagrösche für den Freiberger Bergbau typische Bauweise, von bergbaugeschichtlichem Wert, bildet Sachgesamtheit mit Rotem Graben sowie mit Gotthelf-Schaller-Schacht | 08985211 |
| Direkt Bild zu diesem Denkmal hochladen | Alter und Tiefer Fürstenstolln; Hauptstolln Umbruch                                                               | Tuttendorf (Karte)         | 18. Jahrhundert Alter Tiefer Fürstenstolln (Mundloch); 1822 und 1848 Hauptstolln Umbruch (Mundloch)            | Mundloch des Alten und Tiefen Fürstenstolln (mit Nullpunktstein) und Mundloch des Hauptstolln Umbruch mit Abschlag zum Roten Graben und Treppenanlage; bergbauhistorische Bedeutung | 08985315 |
| Direkt Bild zu diesem Denkmal hochladen | "Ratsmühle" bzw. „Niedere Ratsmühle“ (ehem.); Weidegraben                                                         | Tuttendorf                 | 1546, Ersterwähnung (Mühle); Mitte 19. Jahrhundert (Mühle); bezeichnet 1849, Schlussstein (Brücke)             | Mühlengebäude, Mühlgraben und Brücke eines ehemaligen Mühlenanwesens; gehörte dem Rat in Freiberg, baugeschichtlich von Bedeutung, für die Ortsgeschichtewertvolles Zeugnis der Wirtschaftsweise vergangener Zeiten | 08985259 |

## Hartha, Stadt
| Bild                                    | Bezeichnung | Lage                | Datierung                                                         | Beschreibung | ID       |
| --------------------------------------- | --- | ------------------- | ----------------------------------------------------------------- | --- | -------- |
|                                         | Viadukt Diedenmühle; Eisenbahnstrecke Riesa -Chemnitz                                                                   | Diedenhain (Karte)  | 1846 (Eisenbahnbrücke)                                            | Eisenbahnbrücke; großer 14bogiger Viadukt aus Naturstein mit gutem Originalzustand, verkehrsgeschichtlich, technikhistorisch und bautechnisch von Bedeutung | 09248002 |
| Direkt Bild zu diesem Denkmal hochladen | Spritzenhaus mit Schlauchturm                                                                                           | Gersdorf (Karte)    | bezeichnet 1925 (Spritzenhaus)                                    | von orts- und technikgeschichtlicher Bedeutung, Schlauchturm von ortsbildprägender Wirkung | 09207783 |
|                                         | Paltrockmühle Gersdorf                                                                                                  | Gersdorf (Karte)    | 1865 (Mühle)                                                      | Paltrockwindmühle mit technischer Ausstattung; gut erhaltene Mühle einschließlich der zugehörigen Technik, landschaftsprägend sowie ortsgeschichtlich und technikgeschichtlich von Bedeutung | 09207758 |
| Weitere Bilder                          | Kursächsische Postmeilensäulen (Sachgesamtheit)                                                                         | Hartha (Karte)      | bezeichnet 1722, Kopie (Halbmeilensäule)                          | Halbmeilensäule; Nachbildung der Halbmeilensäule, von verkehrsgeschichtlicher Bedeutung | 09248034 |
| Direkt Bild zu diesem Denkmal hochladen | Webwaren-Fabrik Richard Möbius                                                                                          | Hartha (Karte)      | um 1900 (letztes erhaltenes Fabrikgebäude); um 1900 (Einfriedung) | Fabrikgebäude sowie Reste der Einfriedung; letztes erhaltenes Fabrikgebäude eines ursprünglich umfangreichen Industriekomplexes, von herausragender Bedeutung für die Harthaer Industriegeschichte | 09247968 |
| Weitere Bilder                          | Sachgesamtheit Königlich-Sächsische Triangulierung („Europäische Gradmessung im Königreich Sachsen“); Station 100 Kreuz | Hartha (Karte)      | bezeichnet 1869 (Triangulationssäule)                             | Triangulationssäule; Station 2. Ordnung, bedeutendes Zeugnis der Geodäsie des 19. Jahrhunderts, vermessungsgeschichtlich von Bedeutung | 09305350 |
| Direkt Bild zu diesem Denkmal hochladen | Wegestein mit Ortsangabe                                                                                                | Nauhain (Karte)     | um 1860 (Wegestein)                                               | als Zeugnis alter Straßenverbindungen zwischen den Dörfern von regionalgeschichtlicher Bedeutung | 08992470 |
| Weitere Bilder                          | Königlich-Sächsische Meilensteine (Sachgesamtheit)                                                                      | Seifersdorf (Karte) | nach 1858 (Halbmeilenstein)                                       | Halbmeilenstein; verkehrsgeschichtliches Zeugnis | 09208034 |
| Direkt Bild zu diesem Denkmal hochladen | Viadukt Steina; Eisenbahnstrecke Riesa -Chemnitz                                                                        | Steina (Karte)      | 1846–1852 (Viadukt)                                               | Eisenbahnviadukt; Eisenbahnbrücke über die Dorfstraße, 15bogiger Viadukt aus Naturstein, prägend für die Landschaft von großer technikgeschichtlicher, verkehrsgeschichtlicher und regionalgeschichtlicher Bedeutung | 09248047 |
| Direkt Bild zu diesem Denkmal hochladen | Viadukt Kummersmühle; Eisenbahnstrecke Riesa -Chemnitz                                                                  | Steina (Karte)      | 1846 (Viadukt)                                                    | Eisenbahnviadukt; sechsbogige Eisenbahnüberführung über ein Tal, verkehrsgeschichtlich und landschaftsprägend von Bedeutung | 09248039 |
| Direkt Bild zu diesem Denkmal hochladen | Bachmühle | Steina (Karte)      | um 1680, 1708 datiert (Mühle)                                     | Mühlengebäude mit Seitengebäude und Toreinfahrt; sehr alte, das Landschaftsbild prägende Fachwerkgebäude, Schrotmühle, baugeschichtlich und ortsgeschichtlich von Bedeutung | 09248042 |
|                                         | Holländermühle Wallbach                                                                                                 | Wallbach (Karte)    | 1886 (Mühle); nach 1886 (Wohnhaus)                                | Mühlenanwesen bestehend aus Turmholländer (mit Mühlentechnik), Scheune und Wohnhaus; Mühlenensemble gehört zu den wenigen vollständig erhaltenen Windmühlenanwesen mit Nebengebäuden im Landkreis Mittelsachsen und prägt durch seine Insellage inmitten der landwirtschaftlich geprägten Landschaft von landschaftsprägender und ortsgeschichtlicher Bedeutung, darüber hinaus aufgrund der erhaltenen Technik technikgeschichtlich bedeutend | 08992451 |
| Direkt Bild zu diesem Denkmal hochladen | Wegestein | Wendishain (Karte)  | um 1860 (Wegestein)                                               | schlichter Stein mit Ortsangaben von ortsgeschichtlicher Bedeutung | 08992469 |

## Hartmannsdorf
| Bild                                    | Bezeichnung                                                                                 | Lage    | Datierung                                                | Beschreibung | ID       |
| --------------------------------------- | ------------------------------------------------------------------------------------------- | ------- | -------------------------------------------------------- | --- | -------- |
| Direkt Bild zu diesem Denkmal hochladen | Recenia (ehem.)                                                                             | (Karte) | 1926 (Fabrikgebäude)                                     | Fabrikgebäude (ehem. Feinwäscheproduktion); Stahlbetonbau mit Klinkerverblendung, Industriebau der Moderne von großer baugeschichtlicher, baukünstlerischer sowie industriegeschichtlicher Bedeutung | 09233007 |
| Direkt Bild zu diesem Denkmal hochladen | Mahlmühlengebäude mit technischer Ausstattung                                               | (Karte) | um 1930 (Mühle)                                          | schlichter Putzbau von baugeschichtlichem Wert (zum Zeitpunkt der Denkmalerfassung 1992 war die Mühlentechnik noch in Betrieb und vorhanden)                                                         | 09233012 |
| Direkt Bild zu diesem Denkmal hochladen | Villa mit angrenzendem kleinen Fabrikationsgebäude und Einfriedung                          | (Karte) | um 1925 (Villa); um 1925 (Fabrik); um 1925 (Einfriedung) | zeittypischer Baukomplex von baugeschichtlichem, baukünstlerischem und städtebaulichem Wert | 09233016 |
| Direkt Bild zu diesem Denkmal hochladen | Firma Willy Dostmann (ehem.)                                                                | (Karte) | um 1850 (Wohn- und Geschäftshaus)                        | Ehemaliges Wohn-, Kontorund Fabrikationsgebäude; städtebaulich markanter Putzbau von ortsgeschichtlicher und baugeschichtlicher Bedeutung                                                            | 09233028 |
| Direkt Bild zu diesem Denkmal hochladen | Windrad                                                                                     | (Karte) | um 1880 (Windrad)                                        | Eisengitterkonstruktion mit Windrad | 09233030 |
| Direkt Bild zu diesem Denkmal hochladen | Ehemaliges Postamt                                                                          | (Karte) | 1913 (Post)                                              | zeittypischer, denkmalgerecht sanierter Putzbau von baugeschichtlicher und ortsgeschichtlicher Bedeutung                                                                                             | 09233031 |
| Direkt Bild zu diesem Denkmal hochladen | Vermutlich ehemaliges Wohn- und Verwaltungsgebäude sowie Fabrikgebäude und Werkstatt im Hof | (Karte) | um 1905 (Wohn- und Bürogebäude)                          | gut erhaltener kleiner Fabrikkomplex von ortsgeschichtlicher und baugeschichtlicher Bedeutung | 09233037 |

## Jahnatal
| Bild                                    | Bezeichnung                                                | Lage                   | Datierung                                                   | Beschreibung | ID       |
| --------------------------------------- | ---------------------------------------------------------- | ---------------------- | ----------------------------------------------------------- | --- | -------- |
|                                         | Königlich-Sächsische Meilensteine (Sachgesamtheit)         | Binnewitz (Karte)      | 19. Jahrhundert (Meilenstein)                               | Meilenstein; Halbmeilenstein, verkehrsgeschichtlich von Bedeutung | 09208429 |
|                                         | Wegestein                                                  | Döhlen (Karte)         |                                                             | verkehrsgeschichtliches Zeugnis, Wegestein am Kreuzungspunkt zweier Feldwege | 09208449 |
|                                         | Getreidemühle (ehem.)                                      | Jahna (Karte)          | um 1800 (Wohnstallhaus); um 1800 (Dreiseithof)              | Wohnstallhaus, Scheune und Seitengebäude eines Dreiseithofes; prächtig erhaltene Fachwerkgebäude, intakte Hofstruktur, bildprägend, als ehemalige Mühle von technikgeschichtlicher Bedeutung | 09208420 |
|                                         | Brücke                                                     | Jahna (Karte)          | 19. Jahrhundert; bezeichnet nicht leserlich (Straßenbrücke) | Zeugnis der ursprünglichen Dorfstruktur, Brücke über die Jahna von ortsgeschichtlichem Wert | 09208424 |
|                                         | Brücke                                                     | Kattnitz (Karte)       | 19. Jh.                                                     | bruchsteinerne Bogenbrücke, dokumentiert alte Dorfstruktur. Einbogige Bruchsteinbrücke, Überführung eines Feldweges über den Dorfbach, vermutlich im 19. Jh. erbaut. Typisches ländliches Brückenbauwerk, durch welches die Hofzufahrten bzw. Zufahrten zu den Feldern gewährt wurde. Neben anderen Kleinbauwerken im Dorf, verdeutlichen diese kleinen Brückenbauwerken die Dorfstruktur äußerst anschaulich, so dass diesen eine ortsgeschichtliche Bedeutung zukommt. (LfD/2012) schlechter Bauzustand, weitgehend original erhalten. | 09208444 |
| Direkt Bild zu diesem Denkmal hochladen | Kalköfen in Münchhof                                       | Münchhof (Karte)       | 1904 (Kalkofen)                                             | Kammerkalkofenanlage (sog. »Kalkschneller«) und dahinter befindliche Böschungsmauer; von technikgeschichtlicher und regionalgeschichtlicher Bedeutung | 09208464 |
|                                         | Wegestein                                                  | Noschkowitz (Karte)    | 19. Jahrhundert (Wegestein)                                 | verkehrsgeschichtliches Zeugnis | 09208456 |
| Direkt Bild zu diesem Denkmal hochladen | Speicherbau                                                | Ostrau (Karte)         | ca. 1910 (Speicher)                                         | in exponierter Lage stehender, hoher Getreidespeicher, qualitätvolle Gestaltung, ortsgeschichtlich und technikgeschichtlich von Bedeutung | 09208479 |
| Direkt Bild zu diesem Denkmal hochladen | Bahnhof Ostrau; Eisenbahnstrecke Riesa -Chemnitz           | Ostrau (Karte)         | 1886 (Empfangsgebäude)                                      | Empfangsgebäude; von verkehrs- und ortsgeschichtlicher Bedeutung, sehr guter Originalzustand | 09208488 |
| Direkt Bild zu diesem Denkmal hochladen | Kalkofen (sog. „Kalkschneller“)                            | Ostrau (Karte)         | 1853 (Kalkofen)                                             | einer der ältesten „Kalkschneller“-Kammeröfen in dem nordöstlich von Döbeln befindlichen Kalkabbaugebiet, einmaliges technisches Denkmal der vorindustriellen Baustoffwirtschaft | 09208480 |
| Direkt Bild zu diesem Denkmal hochladen | Kalköfen und Böschungsmauer                                | Ostrau (Karte)         | nach 1785 (Kalkofen)                                        | von regional- und technikgeschichtlicher Bedeutung, Kammerkalkofenanlage (sog. „Kalkschneller“) | 09208466 |
|                                         | Brücke                                                     | Rittmitz (Karte)       | 19. Jh.                                                     | zweibogige, bruchsteinerne Brücke, ortsgeschichtlich und technikgeschichtlich von Bedeutung. Alte Bruchsteinbrücke, zweijochig, im 19. Jh. erbaut. Kleine ehemalige Straßenbrücke mit niedrigem Geländer aus Bruchsteinpfeilern mit durchgesteckten Hölzern mit quadratischen Querschnitten, schräggestellt. Diese Brücke könnte zu einer kleinen Zufahrtsstraße zu einem Gut oder mehreren Anwesen gehört haben. Als Straßenbrücke später zu schmal, dürfte sie lange Zeit als Fußgängerbrücke genutzt worden sein. Die Brücke genügte der nunmehrigen Belastung, so dass sie bis auf den heutigen Tag erhalten blieb. Sie markiert alte Wegeverbindungen innerhalb des Ortes und die Technik des Brückenbaus ihrer Entstehungszeit. Aus beidem leitet sich die technikgeschichtliche und die ortsgeschichtliche Bedeutung des Bauwerks ab. | 09208440 |
| Direkt Bild zu diesem Denkmal hochladen | Straßenbrücke über den Krebsbach                           | Schrebitz (Karte)      | 2. Hälfte 19. Jahrhundert (Straßenbrücke)                   | kleine Steinbogenbrücke in gutem Originalzustand von ortsgeschichtlichem Wert | 09304788 |
| Direkt Bild zu diesem Denkmal hochladen | Zwei Kalköfen (Kammerkalkofenanlage, sog. „Kalkschneller“) | Schrebitz (Karte)      |                                                             | von technik- und regionalgeschichtlichem Interesse als einmaliges Denkmal der vorindustriellen Baustoffwirtschaft | 09208498 |
| Direkt Bild zu diesem Denkmal hochladen | Brücke                                                     | Schrebitz (Karte)      | 19. Jahrhundert; vermutlich bezeichnet 1839 (Straßenbrücke) | alte Ortslage Görlitz, bruchsteinerne Bogenbrücke, verkehrsgeschichtliches Zeugnis | 09208497 |
| Direkt Bild zu diesem Denkmal hochladen | Brücke                                                     | Baderitz (Karte)       | bezeichnet 1848 (Straßenbrücke)                             | Zeugnis der Ortsgeschichte und der Verkehrsgeschichte | 09208921 |
| Direkt Bild zu diesem Denkmal hochladen | Mühle bei Winkler Blitz (volkstümlich)                     | Baderitz (Karte)       | bezeichnet 1823 (Mühle); bezeichnet 1823 (Seitengebäude)    | Mühle, zeitweise wasserkraftbetriebenes Elektrizitätswerk, Seitengebäude und Scheune; gut erhaltener Mühlenkomplex von technikgeschichtlicher und ortsgeschichtlicher Bedeutung | 09208920 |
| Direkt Bild zu diesem Denkmal hochladen | Königlich-Sächsische Meilensteine (Sachgesamtheit)         | Dürrweitzschen (Karte) | 19. Jahrhundert (Meilenstein)                               | Ganzmeilenstein (umgearbeitet); von verkehrsgeschichtlicher Bedeutung | 09208939 |
| Direkt Bild zu diesem Denkmal hochladen | Brücke über den Mühlgraben                                 | Goselitz (Karte)       | 19. Jahrhundert (Straßenbrücke)                             | als bauliches Zeugnis des historischen Mühlenstandortes von ortsgeschichtlicher Bedeutung | 09208922 |
| Direkt Bild zu diesem Denkmal hochladen | Wegestein                                                  | Lützschnitz (Karte)    | 19. Jahrhundert (Wegestein)                                 | schlichter Stein mit Inschriften an der Weggabelung nach Glaucha, Zschochau, Ottewig, verkehrsgeschichtlich von Bedeutung | 09208930 |
| Direkt Bild zu diesem Denkmal hochladen | Bahnhof Zschaitz; Eisenbahnstrecke Riesa -Chemnitz         | Zschaitz (Karte)       | 1897 (Empfangsgebäude); 1897 (Güterschuppen)                | Empfangsgebäude, Güterschuppen und Bahnwärterhaus der Haltestation Zschaitz; weitgehend original erhaltene Hochbauten von ortsgeschichtlicher und verkehrsgeschichtlicher Bedeutung | 09208914 |
| Direkt Bild zu diesem Denkmal hochladen | Mühlenwohnhaus                                             | Zunschwitz (Karte)     | bezeichnet 1807 (Mühle)                                     | von ortsgeschichtlicher Bedeutung, guter Originalzustand, baukünstlerisch interessanter Türstock | 09208925 |

## Königsfeld
| Bild                                    | Bezeichnung                                          | Lage                | Datierung                                                                                | Beschreibung | ID       |
| --------------------------------------- | ---------------------------------------------------- | ------------------- | ---------------------------------------------------------------------------------------- | --- | -------- |
|                                         | Königlich-Sächsische Meilensteine (Sachgesamtheit)   | Königsfeld (Karte)  | 2. Hälfte 19. Jahrhundert (Meilenstein)                                                  | Meilenstein, später als Kilometerstein umgearbeitet; Ganzmeilenstein, verkehrsgeschichtlich von Bedeutung                                                                                        | 08955294 |
| Direkt Bild zu diesem Denkmal hochladen | Kilometerstein                                       | Königsfeld (Karte)  | um 1900 (Kilometerstein)                                                                 | Sandstein, ca. 45 cm hoch, oben halbrund, verkehrsgeschichtlich von Bedeutung | 08955296 |
| Direkt Bild zu diesem Denkmal hochladen | Rundbogenbrücke mit Brüstung                         | Königsfeld (Karte)  | 18. Jahrhundert (Straßenbrücke)                                                          | Porphyrbruchstein, baugeschichtlich und technikgeschichtlich von Bedeutung | 08955307 |
| Direkt Bild zu diesem Denkmal hochladen | Alte Mühle                                           | Köttwitzsch (Karte) | 1. Hälfte 19. Jahrhundert (Wohnstallhaus)                                                | Wohnstallhaus und angebaute Scheune eines Mühlenanwesens; Wohnstallhaus Obergeschoss Fachwerk, angebaute Scheune Fachwerk, singulär im Ort, baugeschichtlich und ortsgeschichtlich von Bedeutung | 08955317 |
| Direkt Bild zu diesem Denkmal hochladen | Wegestein                                            | Köttwitzsch (Karte) | um 1930 (Wegestein)                                                                      | Porphyrwegestein mit Angabe der Himmelsrichtungen und der nächsten Ortschaften, verkehrsgeschichtlich von Bedeutung                                                                              | 08955321 |
|                                         | Kilometerstein                                       | S 49 (Karte)        |                                                                                          | | 09306557 |
| Weitere Bilder                          | Königlich-Sächsische Meilensteine (Sachgesamtheit)   | Leupahn (Karte)     | nach 1858 (Halbmeilenstein)                                                              | Meilenstein; Halbmeilenstein, verkehrsgeschichtlich von Bedeutung | 09299941 |
| Direkt Bild zu diesem Denkmal hochladen | Wegestein                                            | Stollsdorf (Karte)  | um 1930 (Wegestein)                                                                      | Porphyr, mit km-Angaben, verkehrsgeschichtlich von Bedeutung | 08955310 |
| Direkt Bild zu diesem Denkmal hochladen | Mühlengebäude und Seitengebäude eines Mühlenanwesens | Weiditz (Karte)     | bezeichnet 1745 (Mühle); bezeichnet 1862 (Mühle); Anfang 19. Jahrhundert (Seitengebäude) | baugeschichtlich und ortsgeschichtlich von Bedeutung | 08955580 |

## Königshain-Wiederau
| Bild                                    | Bezeichnung                                             | Lage             | Datierung | Beschreibung | ID       |
| --------------------------------------- | ------------------------------------------------------- | ---------------- | --- | --- | -------- |
| Direkt Bild zu diesem Denkmal hochladen | Bogenbrücke aus Porphyrtuffquadern über den Mühlgraben  | Stein            | um 1890 (Brücke) | Dokument der Verkehrsgeschichte | 08955634 |
| Weitere Bilder                          | Eisenbahnstrecke Chemnitz -Wechselburg; Chemnitztalbahn | Stein            | 1901–1902 (Eisenbahnbrücke) | Eisenbahnbrücke; fünfbogige Eisenbahnbrücke aus Naturstein, verläuft über zwei Gemarkungen, siehe auch Gemeinde Lunzenau (Obj. 08955191), baugeschichtlich, eisenbahngeschichtlich und technikgeschichtlich von Bedeutung                                                                                    | 09305967 |
| Direkt Bild zu diesem Denkmal hochladen | Ehem. Schneidmühle Stein (Sachgesamtheit)               | Stein (Karte)    | 1907 (Fabrikantenvilla); vor 1793 (Wohnstallhaus); 1. Hälfte 19. Jahrhundert (Auszugshaus); bezeichnet 1866 (Turbinenhaus); bezeichnet 1850 (Kutscherwohnung) | Einzeldenkmale der Sachgesamtheit ehem. Schneidmühle Stein: Fabrikantenvilla (Nr. 3), Wohnstallhaus (Nr. 6), Kutscherhaus (Nr. 5), Auszugshaus (Nr. 4) und altes Turbinenhaus (siehe auch Sachgesamtheitsliste -Obj. 09300197); baugeschichtlich, sozialgeschichtlich und technikgeschichtlich von Bedeutung | 08955379 |
| Direkt Bild zu diesem Denkmal hochladen | Rundbogenbrücke über den Königshainer Bach              | Wiederau (Karte) | Schlussstein bezeichnet 1797 (Brücke) | Porphyr, baugeschichtlich und verkehrsgeschichtlich von Bedeutung | 08955290 |
| Direkt Bild zu diesem Denkmal hochladen | Trikotagenfabrik                                        | Wiederau (Karte) | um 1890 (Fabrikgebäude) | ehemalige Textilfabrik mit repräsentativer Klinkerfassade und anspruchsvoller Gliederung, baugeschichtlich, industriegeschichtlich und ortsgeschichtlich von Bedeutung | 08955273 |
| Weitere Bilder                          | Langmühle                                               | Wiederau (Karte) | 1532 Dendro (Mühle); 1545 erstmals urkundlich erwähnt (Mühle)                                                                                                 | Wohnhaus, Mühlengebäude mit Schneidemühle und Mühlentechnik, zwei Seitengebäude und Scheune eines Mühlenanwesens; Schauobjekt Langmühle (Mahl-, Ölund Schneidemühle), baugeschichtlich, ortsgeschichtlich und technikgeschichtlich von Bedeutung                                                             | 08955282 |

## Kriebstein
| Bild                                    | Bezeichnung                                          | Lage                | Datierung | Beschreibung | ID       |
| --------------------------------------- | ---------------------------------------------------- | ------------------- | --- | --- | -------- |
| Direkt Bild zu diesem Denkmal hochladen | Lochmühle                                            | Erlebach (Karte)    | um 1920 (Mühle) | Mühlengebäude (gleichzeitig Gasthaus) und zwei Seitengebäude der Lochmühle; alle drei Gebäude in Fachwerkbauweise, baugeschichtlich, heimatgeschichtlich und technikgeschichtlich von Bedeutung | 08962313 |
| Direkt Bild zu diesem Denkmal hochladen | Bogenbrücke auf einem Wanderweg entlang der Zschopau | Höfchen (Karte)     | 18. Jahrhundert (Fußgängerbrücke) | baugeschichtlich und technikgeschichtlich von Bedeutung | 08962330 |
| Direkt Bild zu diesem Denkmal hochladen | Talsperre Kriebstein                                 | Höfchen (Karte)     | 1927–1929 (Staudamm) | Staumauer der Talsperre Kriebstein mit Schieberhaus und Kraftwerk; erste Betonguss-Staumauer Sachsens, technik- und architekturgeschichtlich von Bedeutung, bemerkenswert die Gestaltung in Sichtbeton mit expressionistisch anmutenden Elementen                                                                                                  | 08962296 |
| Direkt Bild zu diesem Denkmal hochladen | Papierfabrik Kriebstein (ehem.)                      | Kriebethal (Karte)  | um 1880 (Fabrikantenvilla); gegründet am 15. März 1856 (Papierund Kartonagenfabrik); 3. Drittel 19. Jahrhundert (Pförtnerhaus); 3. Drittel 19. Jahrhundert (Remisengebäude)  | Fabrikantenvilla, Pförtnerhaus und Remisenanlage einer ehemaligen Papierfabrik sowie Wehranlage; baugeschichtlich, ortsgeschichtlich und technikgeschichtlich von Bedeutung | 08962281 |
| Direkt Bild zu diesem Denkmal hochladen | Eisenbahnstrecke Waldheim – Kriebethal               | Kriebethal (Karte)  | 1895/1896 (Eisenbahnbrücke) | Eisenbahnbrücke; landschaftsbildprägende genietete Stahlfachwerkbrücke über die Zschopau und einen Betriebsgraben der nahegelegenen Papierfabrik, Widerlager mit seitlichen Flügelmauern aus Natursteinmauerwerk, technikgeschichtlich und eisenbahngeschichtlich von Bedeutung                                                                    | 08962276 |
| Direkt Bild zu diesem Denkmal hochladen | Papierfabrik Kriebstein AG, Kübler & Niethammer      | Kriebethal (Karte)  | um 1900 (Produktionshalle); um 1890 (Schleiferei); Ende 19. Jahrhundert (Schlosserei); Anfang 20. Jahrhundert (Produktionsgebäude 2); bezeichnet 1929 (Produktionsgebäude 1) | Südlicher Bereich der Papierfabrik (Nr. 1) mit Kraftwerk, Schleiferei, Esse, Wasserturm und Produktionshalle, nördlicher Bereich mit ehemaliger Schleiferei mit Wasserturbine, Schlosserei, Produktionsgebäude 1 und 2 sowie Gasthof (Nr. 3) und Feuerwehrhaus (Nr. 5); baugeschichtlich, ortsgeschichtlich und technikgeschichtlich von Bedeutung | 08962314 |
| Direkt Bild zu diesem Denkmal hochladen | Waschund Trockenhaus mit Wäschemangel                | Kriebethal (Karte)  | Ende 19./Anfang 20. Jahrhundert (Waschhaus); Ende 19./Anfang 20. Jahrhundert (Wäschemangel)                                                                                  | Teil der anliegenden Arbeitersiedlung, sozialgeschichtlich von Bedeutung | 08962275 |
| Direkt Bild zu diesem Denkmal hochladen | Königlich-Sächsische Meilensteine (Sachgesamtheit)   | Reichenbach (Karte) | nach 1858 (Meilenstein) | Meilenstein; verkehrsgeschichtlich von Bedeutung | 08962323 |

## Leisnig, Stadt
| Bild                                    | Bezeichnung                                                      | Lage                 | Datierung                                                                | Beschreibung | ID       |
| --------------------------------------- | ---------------------------------------------------------------- | -------------------- | ------------------------------------------------------------------------ | --- | -------- |
| Direkt Bild zu diesem Denkmal hochladen | Mühle                                                            | Beiersdorf (Karte)   | Mitte 19. Jahrhundert (Mühle)                                            | von ortsgeschichtlicher Bedeutung | 09208134 |
|                                         | Leithenmühle                                                     | Brösen (Karte)       | 13. Jahrhundert (Ersterwähnung); um 1700 (Wohnhaus)                      | Mühlengrundstück mit Mühlengebäude (heute Ausflugsgaststätte), Mühlgraben und Wasserrad, Bergkeller und Stützmauer sowie umgesetzte Schule aus Klinga (heute Wohnhaus), Taubenhaus aus Röda (ehemals Dorfstraße 9); Bauensemble, teilweise singulär, von großer regionalgeschichtlicher, baugeschichtlicher und ortsbildprägender Bedeutung  | 08967629 |
| Direkt Bild zu diesem Denkmal hochladen | Holzmühle                                                        | Doberschwitz (Karte) | 1781 (Mühle)                                                             | Mühle; von baugeschichtlicher und ortsgeschichtlicher Bedeutung | 09208155 |
|                                         | Schössermühle                                                    | Doberschwitz (Karte) | A. 19. Jahrhundert (Mühle); Ende 19. Jahrhundert (Seitengebäude)         | Mühle und Seitengebäude; von orts- und technikgeschichtlicher Bedeutung, ortsbildprägende Anlage | 09208162 |
| Direkt Bild zu diesem Denkmal hochladen | Herforth-Mühle                                                   | Doberschwitz (Karte) | 17. Jahrhundert (Mühle)                                                  | Ehemalige Mühle mit Mühlenwohnhaus, Scheune und Seitengebäude; von orts- und technikgeschichtlicher Bedeutung, Renaissance-Sitznischenportal am Wohnhaus, von baugeschichtlichem Wert | 09208159 |
|                                         | Transformatorenhäuschen                                          | Görnitz (Karte)      | um 1920 (Transformatorenstation)                                         | unverändert erhaltenes Trafohaus, bildprägend, als Zeugnis der Elektrifizierung des Ortes von technikgeschichtlicher und ortsgeschichtlicher Bedeutung | 09208136 |
|                                         | Rödaer Brücke; Borsdorf (Sachs) -Abzw Coswig (b Dresden) (BC)    | Gorschmitz (Karte)   |                                                                          | Eisenbahnbrücke über die Mulde; verkehrsgeschichtliches Zeugnis, landschaftsprägend | 09208174 |
| Weitere Bilder                          | Wasserturm                                                       | Gorschmitz (Karte)   | bezeichnet 1905 (Wasserturm)                                             | Wasserturm; ortsbildprägender außergewöhnlicher Bau der Trinkwasserversorgung, technisches Denkmal, Seltenheitsund Geschichtswert | 08967644 |
| Direkt Bild zu diesem Denkmal hochladen | Klosterbucher Muldenbrücke                                       | Klosterbuch (Karte)  | bezeichnet 1889 (Straßenbrücke)                                          | Straßenbrücke über die Mulde; Dreibogenbrücke, Zeugnis der Orts- und Verkehrsgeschichte | 08967613 |
| Direkt Bild zu diesem Denkmal hochladen | Vermutlich ehemals zur Mühle gehörendes Gebäude                  | Klosterbuch (Karte)  | 1. Hälfte 19. Jahrhundert (Mühle)                                        | aus dem beginnenden 19. Jahrhundert stammender Putzbau, welcher zum Ende des 19. Jahrhunderts umgebaut wurde, ortsgeschichtlich und ortsbildprägend von Bedeutung | 08967620 |
| Direkt Bild zu diesem Denkmal hochladen | Bahnhof Klosterbuch                                              | Klosterbuch (Karte)  | 1868 (Empfangsgebäude)                                                   | Empfangsgebäude; gut erhaltenes Zeugnis der Sächsischen Eisenbahngeschichte, verkehrsgeschichtlich und regionalgeschichtlich von Bedeutung | 08967622 |
| Direkt Bild zu diesem Denkmal hochladen | Bahnhof Leisnig                                                  | Leisnig (Karte)      | 1867 (Empfangsgebäude); um 1930 (Bahnsteighalle); um 1880 (Nebengebäude) | Bahnhof mit Empfangsgebäude und Bahnsteigüberdachung sowie Nebengebäude; ortsgeschichtlich von Bedeutung, wichtig für Volksbildung und Kulturlandschaft, das Hauptgebäude ein Bau der Gründerzeit | 08967391 |
|                                         | Wasserturm                                                       | Leisnig (Karte)      | um 1920 (Wasserturm)                                                     | Wasserturm; landschaftsgestaltend und technikgeschichtlich von Bedeutung | 08967340 |
| Direkt Bild zu diesem Denkmal hochladen | Stuhlfabrik                                                      | Leisnig (Karte)      | um 1900 (Fabrikgebäude)                                                  | Zwei Fabrikgebäude (zugehörig sind zwei Wohnhäuser an der Johannes-R.Becher-Straße, Nr. 1b und 1c diese nach Sanierung keine Denkmale mehr); baugeschichtlich und ortsgeschichtlich von Bedeutung, Dokument der Leisniger Industriegeschichte, Gründerzeitgebäude, straßenraumprägend                                                        | 08967394 |
|                                         | Kursächsische Postmeilensäulen (Sachgesamtheit)                  | Leisnig (Karte)      | bezeichnet 1727 (Postdistanzsäule)                                       | Postmeilensäule; Distanzsäule, ortsgeschichtlich und verkehrsgeschichtlich von Bedeutung | 08967235 |
|                                         | Windrad                                                          | Leuterwitz (Karte)   | 1922 (Windrad)                                                           | landschaftsprägend, von technikgeschichtlicher Bedeutung | 09208109 |
|                                         | Rödaer Brücke; Borsdorf (Sachs) -Abzw Coswig (b Dresden) (BC)    | Marschwitz (Karte)   |                                                                          | Eisenbahnbrücke über die Mulde; verkehrsgeschichtliches Zeugnis, landschaftsprägend | 09208174 |
|                                         | Rödaer Brücke; Borsdorf (Sachs) -Abzw Coswig (b Dresden) (BC)    | Röda (Karte)         |                                                                          | Eisenbahnbrücke über die Mulde; verkehrsgeschichtliches Zeugnis, landschaftsprägend | 09208174 |
|                                         | Wasserkraftwerk Klosterbuch                                      | Scheergrund (Karte)  | 1923–1925 (Wasserkraftwerk)                                              | Wasserkraftwerk an der Mulde; landschaftsprägender Gebäudekomplex mit Geschichts- und Dokumentationswert, technisches Denkmal | 08967675 |
| Direkt Bild zu diesem Denkmal hochladen | Strecke Borsdorf (Sachs) -Abzw Coswig (b. Dresden); EÜ Schafbach | Scheergrund (Karte)  | 1869 (Eisenbahnbrücke)                                                   | Eisenbahnbrücke an der Straße nach Westewitz; Eisenbahnüberführung über den Schafbach, technisches Denkmal, Geschichts- und Dokumentationswert | 08967676 |
|                                         | Mühlengebäude und Nebengebäude eines Mühlenanwesens              | Scheergrund (Karte)  | 1849 (Mühle)                                                             | Mühlenkomplex mit 2011 noch teilweise erhaltenem eisernen Wasserrad, Kulturdenkmal von technikgeschichtlicher und ortsgeschichtlicher Bedeutung, das eiserne Wasserrad von 1849 mit Seltenheitswert | 08967673 |
|                                         | Brücke                                                           | Sitten (Karte)       | 19. Jahrhundert (Straßenbrücke)                                          | spitzbogige Bruchsteinbrücke, verkehrsgeschichtliches Zeugnis | 09208101 |
| Direkt Bild zu diesem Denkmal hochladen | Schanzenmühle                                                    | Tautendorf (Karte)   | 1558 und bezeichnet 1827 (Naturstein-Rundbogenportal)                    | Mühlenwohnhaus und Wassermühle mit technischer Ausstattung, Scheune, Mühlstein (außerhalb des gegenüberliegenden Gartens), Garten (gegenüber Nr. 18) sowie Mühlgraben (vom Schanzenbach abzweigend); alter Mühlenstandort mit vielen erhaltenen Anlagenteilen, ortsbildprägende Zeugnisse der Regionalgeschichte und der Industriegeschichte | 08967630 |

## Leubsdorf
| Bild                                    | Bezeichnung                                             | Lage                 | Datierung | Beschreibung | ID       |
| --------------------------------------- | ------------------------------------------------------- | -------------------- | --- | --- | -------- |
| Direkt Bild zu diesem Denkmal hochladen | Baumwollspinnerei Maximilian Hauschild                  | (Karte)              | 1908 (Textilindustrieanlagenteil); 1874/75 (Kontorhaus); um 1910 (Kesselund Maschinenhaus); um 1910 (Schornstein); Lagergebäude (Fabrikgebäude) | Textilfabrik mit Spinnereigebäude (1) im Südosten, daran westlich angeschlossenem Kesselund Maschinenhaus (2) mit Schornstein (3), Versandgebäude (4), Lagergebäude (5), Wohn- und Verwaltungsgebäude (6), Packerei im Nordwesten (7), Bleicherei im Norden (8) daran angeschlossenem Flachbau (9), Mühlgraben durch das Fabrikensemble (10) und Verbindungsgang zwischen Bleicherei und Packerei (11) sowie Verwaltungsgebäude (12); jüngerer, im Stil des Klassizismus erbauter Teil (um 1908) eines sich ursprünglich weiter nach Osten ausdehnenden älteren (ab 1833), nach 2004 abgebrochenen industriegeschichtlich bedeutenderen Textilfabrikareals, bedeutender Spinnereibetrieb des Textilindustriepioniers Maximilian Hauschild (1806–1877) von industriegeschichtlicher und ortshistorischer Bedeutung | 09240665 |
| Direkt Bild zu diesem Denkmal hochladen | Baumwollspinnerei Maximilian Hauschild                  | (Karte)              | 1908 (Textilindustrieanlagenteil); 1874/75 (Kontorhaus); um 1910 (Kesselund Maschinenhaus); um 1910 (Schornstein); Lagergebäude (Fabrikgebäude) | Textilfabrik mit Spinnereigebäude (1) im Südosten, daran westlich angeschlossenem Kesselund Maschinenhaus (2) mit Schornstein (3), Versandgebäude (4), Lagergebäude (5), Wohn- und Verwaltungsgebäude (6), Packerei im Nordwesten (7), Bleicherei im Norden (8) daran angeschlossenem Flachbau (9), Mühlgraben durch das Fabrikensemble (10) und Verbindungsgang zwischen Bleicherei und Packerei (11) sowie Verwaltungsgebäude (12); jüngerer, im Stil des Klassizismus erbauter Teil (um 1908) eines sich ursprünglich weiter nach Osten ausdehnenden älteren (ab 1833), nach 2004 abgebrochenen industriegeschichtlich bedeutenderen Textilfabrikareals, bedeutender Spinnereibetrieb des Textilindustriepioniers Maximilian Hauschild (1806–1877) von industriegeschichtlicher und ortshistorischer Bedeutung | 09240665 |
| Direkt Bild zu diesem Denkmal hochladen | Bahnhof Hohenfichte; Eisenbahnstrecke Reitzenhain–Flöha | Hohenfichte (Karte)  | 1874–1875 (Empfangsgebäude) | Empfangsgebäude des Bahnhofs; Durchgangsbahnhof bzw. Haltepunkt an der Strecke Reitzenhain-Flöha, in sehr gutem Originalzustand, typisches Stationsgebäude mit Anbauten einer Nebenbahn, eisenbahngeschichtlich und ortsgeschichtlich von Bedeutung | 09240781 |
| Direkt Bild zu diesem Denkmal hochladen | Baumwollspinnerei Maximilian Hauschild                  | Hohenfichte (Karte)  | 1908 (Textilindustrieanlagenteil); 1874/75 (Kontorhaus); um 1910 (Kesselund Maschinenhaus); um 1910 (Schornstein); Lagergebäude (Fabrikgebäude) | Textilfabrik mit Spinnereigebäude (1) im Südosten, daran westlich angeschlossenem Kesselund Maschinenhaus (2) mit Schornstein (3), Versandgebäude (4), Lagergebäude (5), Wohn- und Verwaltungsgebäude (6), Packerei im Nordwesten (7), Bleicherei im Norden (8) daran angeschlossenem Flachbau (9), Mühlgraben durch das Fabrikensemble (10) und Verbindungsgang zwischen Bleicherei und Packerei (11) sowie Verwaltungsgebäude (12); jüngerer, im Stil des Klassizismus erbauter Teil (um 1908) eines sich ursprünglich weiter nach Osten ausdehnenden älteren (ab 1833), nach 2004 abgebrochenen industriegeschichtlich bedeutenderen Textilfabrikareals, bedeutender Spinnereibetrieb des Textilindustriepioniers Maximilian Hauschild (1806–1877) von industriegeschichtlicher und ortshistorischer Bedeutung | 09240665 |
| Direkt Bild zu diesem Denkmal hochladen | Hausbrücke                                              | Hohenfichte (Karte)  | 1832 (Straßenbrücke) | Gedeckte Holzbrücke über die Flöha; von verkehrsgeschichtlicher, baugeschichtlicher und baukünstlerischer Bedeutung | 09240658 |
| Direkt Bild zu diesem Denkmal hochladen | Dampfmaschine und Generator                             | Metzdorf             | 1921 (Dampfmaschine) | technikgeschichtlich von Bedeutung | 09240739 |
| Direkt Bild zu diesem Denkmal hochladen | Transformatorenhäuschen                                 | Metzdorf (Karte)     | um 1930 (Transformatorenstation) | Zeugnis für Elektrifizierung des Ortes, technikgeschichtlich von Bedeutung | 09240741 |
| Direkt Bild zu diesem Denkmal hochladen | Straßenbrücke über die Große Lößnitz                    | Metzdorf (Karte)     | 1874 (Straßenbrücke) | Bogenbrücke aus Bruchstein, baugeschichtlich und technikgeschichtlich von Bedeutung | 09240657 |
| Direkt Bild zu diesem Denkmal hochladen | Kursächsische Postmeilensäulen (Sachgesamtheit)         | Schellenberg (Karte) | um 1777 (Viertelmeilenstein) | Postmeilensäule; Viertelmeilenstein, verkehrshistorisch bedeutsam | 09304882 |
| Direkt Bild zu diesem Denkmal hochladen | Höllmühle                                               | Schellenberg (Karte) | 1878 (Wohnmühlenhaus); 1882 (Mühle) | Mühlengebäude (Nr. 7) und Wohnmühlenhaus (Nr. 9) eines ehemaligen Mühlenanwesens sowie Mühlgraben; baugeschichtlich, ortsgeschichtlich und technikgeschichtlich von Bedeutung | 09241103 |

## Lichtenau
| Bild                                    | Bezeichnung | Lage                                 | Datierung | Beschreibung | ID       |
| --------------------------------------- | --- | ------------------------------------ | --- | --- | -------- |
| Weitere Bilder                          | Chemnitztalbahn; Eisenbahnstrecke Wechselburg–Küchwald                                                              | Auerswalde (Karte)                   | 1900–1901 (Eisenbahnbrücke); 1900–1901 (Eisenbahntunnel) | Zwei Eisenbahnbrücken über die Chemnitz sowie Eisenbahntunnel; das Landschaftsbild prägende, langgestreckte Eisenbahnbrücken sowie zeittypischer Eisenbahntunnel von regionalhistorischer, technikgeschichtlicher sowie verkehrshistorischer Bedeutung, aufgrund der bemerkenswerten Kombination unterschiedlicher Konstruktionsweisen aus dem Stein- und Eisenbrückenbau in zwei Brückenbauwerken von großem wissenschaftlich-dokumentarischen Wert | 09302224 |
| Direkt Bild zu diesem Denkmal hochladen | Straßenbrücke über den Dorfbach                                                                                     | Auerswalde (Karte)                   | 19. Jahrhundert (Straßenbrücke) | Steinbogenbrücke von baugeschichtlichem und ortsgeschichtlichem Wert | 09302220 |
| Direkt Bild zu diesem Denkmal hochladen | Steinbogenbrücke über den Dorfbach                                                                                  | Auerswalde (Karte)                   | 1870 (Zufahrtsbrücke) | ehemalige Zufahrtsbrücke zum Wirtschaftshof des Rittergutes, von baugeschichtlicher und ortsgeschichtlicher Bedeutung | 09232541 |
| Direkt Bild zu diesem Denkmal hochladen | Straßenbrücke über den Dorfbach                                                                                     | Auerswalde (Karte)                   | 19. Jahrhundert (Straßenbrücke) | Steinbogenbrücke von baugeschichtlichem und ortsgeschichtlichem Wert | 09302220 |
| Weitere Bilder                          | Spinnerei Sachsenburg (Sachgesamtheit)                                                                              | Biensdorf (Karte)                    | 18.–20. Jahrhundert, erhaltene Zeugnisse des Produktio (Textilindustrie) | Sachgesamtheitsbestandteil der Sachgesamtheit Spinnerei Sachsenburg mit zugehörigen Produktions- und Funktionsgebäuden, sozialen Einrichtungen, wasserbaulichen Anlagen sowie einer Mahnund Gedenkstätte, davon im Teilabschnitt Lichtenau, OT Biensdorf folgendes Einzeldenkmal: Wehranlage mit Uferstützmauern (siehe Einzeldenkmalliste -Obj. 09305911, unter gleicher Anschrift sowie Sachgesamtheitsliste Frankenberg, OT Sachsenburg -Obj. 09305857, An der Zschopau); landschaftsbildprägendes Ensemble aus umfangreich erhaltenen baulichen und technischen Anlagen aus dem späten 18. bis 20. Jahrhundert, dokumentieren verschiedene Nutzungsperioden in der Geschichte des Standorts, darunter den Betrieb als eine der größten Spinnereien des Chemnitzer Raumes, von ortsgeschichtlicher und überregionaler industriegeschichtlicher Bedeutung, das auf dem Freigelände erhaltene betriebseigene Freibad von 1939 darüber hinaus von sozialgeschichtlicher Relevanz, Komplex zwischen 1933 und 1937 als Schutzhaftlager zur Inhaftierung politischer Gegner des NS-Regimes dienend, damit erhaltenes Ensemble als Zeugnis eines der frühen Konzentrationslager in der NS-Zeit zudem von herausragender allgemeingeschichtlicher | 09305910 |
| Weitere Bilder                          | Spinnerei Sachsenburg (Sachgesamtheit)                                                                              | Biensdorf (Karte)                    | 1953 (Wehr) | Einzeldenkmal der Sachgesamtheit Spinnerei Sachsenburg (Teilabschnitt Lichtenau, OT Biensdorf): Wehranlage mit Uferstützmauern (siehe auch Sachgesamtheitsliste Lichtenau, OT Biensdorf -Obj. 09305910, unter gleicher Anschrift sowie Einzeldenkmalliste Teilabschnitt Frankenberg, OT Sachsenburg -Obj. 09244603, An der Zschopau 2); als essentieller Bestandteil des umfangreich erhaltenen Ensembles der ehem. Spinnerei und späteren Zwirnerei Sachsenburg von industriegeschichtlicher und technikgeschichtlicher Bedeutung | 09305911 |
| Weitere Bilder                          | Kursächsische Postmeilensäulen (Sachgesamtheit)                                                                     | Garnsdorf (Karte)                    | vermutlich 1726 (Viertelmeilenstein) | Postmeilensäule; Fragment eines Viertelmeilensteins, verkehrsgeschichtlich von Bedeutung | 09232958 |
| Direkt Bild zu diesem Denkmal hochladen | Oberer Tiefer Bald-Glück-Stolln                                                                                     | Krumbach (Karte)                     | 19. Jahrhundert (Mundloch) | Mundloch des Oberen Tiefen Bald-Glück-Stollns; bergbaugeschichtliche Bedeutung | 08961089 |
| Weitere Bilder                          | Unterer Tiefer Bald-Glück-Stolln                                                                                    | Krumbach (Karte)                     | 1852–1860 (Mundloch) | Mundloch des Unteren Tiefen Bald-Glück-Stollns; bergbaugeschichtlich von Bedeutung | 08961022 |
| Direkt Bild zu diesem Denkmal hochladen | Müllerwohnhaus, Mühlengebäude und Scheune sowie gegenüber liegendes Seitengebäude (ohne Anbau) eines Mühlenanwesens | Krumbach (Karte)                     | 2. Hälfte 19. Jahrhundert (Mühle); 1. Hälfte 19. Jahrhundert (Müllerwohnhaus); Anfang 20. Jahrhundert, Kern 19. Jahrhundert (Seitengebäude); Ende 19. Jahrhundert (Scheune) | Müllerwohnhaus mit verkleidetem Fachwerkobergeschoss, baugeschichtlich, ortsgeschichtlich und technikgeschichtlich von Bedeutung | 08961730 |
| Direkt Bild zu diesem Denkmal hochladen | Bald-Glück-Erzwäsche                                                                                                | Krumbach (Karte)                     | 1797/1798 (Erzwäsche) | Erzwäsche des Bald-Glück-Stollens, mit Wehr; bergbaugeschichtlich von Bedeutung | 08961159 |
| Direkt Bild zu diesem Denkmal hochladen | Kursächsische Postmeilensäulen (Sachgesamtheit)                                                                     | Niederlichtenau                      | um 1720 (Viertelmeilenstein) | Postmeilensäule; Viertelmeilenstein, verkehrsgeschichtlich von Bedeutung | 09233484 |
| Weitere Bilder                          | Strick- und Wirkwarenfabrik Franz Klingner (ehem.)                                                                  | Oberlichtenau (Karte)                | zw. 1910 und 1914 (Fabrikgebäude); zw. 1910 und 1914 (Fabrikantenvilla) | Fabrikantenvilla (Nr. 9) und Fabrikgebäude über winkligem Grundriss (Nr. 11) einer Textilfabrik sowie Einfriedung; stattliches, zeittypisches Gebäudeensemble mit aufwändiger Putzgliederung, ehemaliger Produktionsstandort eines der größten Arbeitgeber der Region, baugeschichtlich, ortsgeschichtlich und industriegeschichtlich von Bedeutung | 09233491 |
| Direkt Bild zu diesem Denkmal hochladen | Mundloch oberhalb des Krumbachs                                                                                     | Ottendorf (Karte)                    | 19. Jahrhundert (Mundloch) | bergbaugeschichtliche Bedeutung | 08961158 |
| Weitere Bilder                          | Königlich-Sächsische Meilensteine (Sachgesamtheit)                                                                  | Ottendorf Mittweidaer Straße (Karte) | nach 1858 (Ganzmeilenstein); 1900 (Kilometerstein) | Meilenstein, später Kilometerstein; verkehrsgeschichtlich von Bedeutung | 09236516 |
| Direkt Bild zu diesem Denkmal hochladen | Seidlermühle | Ottendorf (Karte)                    | Türsturz bezeichnet 1840 (Wohnhaus); um 1840 (Seitengebäude) | Wohnhaus, zwei Seitengebäude und Scheune der ehemaligen Seidlermühle; entscheidend ortsbildprägender Hof, baugeschichtlich und ortsgeschichtlich von Bedeutung | 08961691 |
| Direkt Bild zu diesem Denkmal hochladen | Straßenbrücke über den Krumbach                                                                                     | Ottendorf (Karte)                    | bezeichnet 1881 (Straßenbrücke) | einbogige Brücke aus Schiefer, baugeschichtlich und technikgeschichtlich von Bedeutung | 08961712 |

## Lichtenberg/Erzgeb.
| Bild                                    | Bezeichnung | Lage                        | Datierung                                                                                           | Beschreibung | ID       |
| --------------------------------------- | --- | --------------------------- | --------------------------------------------------------------------------------------------------- | --- | -------- |
| Direkt Bild zu diesem Denkmal hochladen | Brücke über die Gimmlitz | Lichtenberg/Erzgeb. (Karte) | 19. Jahrhundert (Straßenbrücke)                                                                     | Bogenbrücke, dokumentiert alte Wegestruktur, baugeschichtlich von Bedeutung | 08980351 |
| Weitere Bilder                          | Bahnhof Lichtenberg (Erzgeb.) | Lichtenberg/Erzgeb. (Karte) | um 1860 (Empfangsgebäude)                                                                           | Empfangsgebäude eines Bahnhofs; typisches Bahnhofsgebäude in gutem Originalzustand, von orts- und verkehrsgeschichtlichem Wert | 08980344 |
| Direkt Bild zu diesem Denkmal hochladen | Brücke über die Freiberger Mulde | Lichtenberg/Erzgeb. (Karte) | 19. Jahrhundert (Straßenbrücke)                                                                     | Bogenbrücke, Zeugnis der Verkehrsgeschichte, baugeschichtlich von Bedeutung | 08980361 |
| Direkt Bild zu diesem Denkmal hochladen | Eisenbahnbrücke | Lichtenberg/Erzgeb. (Karte) | 1875 (Eisenbahnbrücke)                                                                              | Zeugnis der Verkehrsgeschichte, baugeschichtlich, landschaftsgestaltend und technikgeschichtlich von Bedeutung | 08980349 |
| Direkt Bild zu diesem Denkmal hochladen | Ehemalige Ölmühle mit Mühlentechnik | Lichtenberg/Erzgeb. (Karte) | um 1800 (Mühle); 1920 (Kollergang); um 1875 (Stampfwerk); 1975 (Wasserrad)                          | Obergeschoss Fachwerk, baugeschichtlich, ortsgeschichtlich und technikgeschichtlich von Bedeutung | 08980345 |
| Direkt Bild zu diesem Denkmal hochladen | Fabrikgebäude und Nebengebäude einer ehemaligen Schuhfabrik                                                                                           | Lichtenberg/Erzgeb. (Karte) | um 1880 (Fabrikgebäude)                                                                             | von ortsgeschichtlicher und technikgeschichtlicher Bedeutung | 08980328 |
|                                         | Trau auf Gott Erbstolln | Lichtenberg/Erzgeb. (Karte) | 1787–1796 (Stollen)                                                                                 | Stollen und Huthaus; Zugang zum „Trau auf Gott Erbstolln“, Zeugnis der Bergbaugeschichte, bergbaugeschichtlich und ortsgeschichtlich von Bedeutung | 08980317 |
| Direkt Bild zu diesem Denkmal hochladen | Wohnhaus | Lichtenberg/Erzgeb. (Karte) | 1. Hälfte 19. Jahrhundert (Wohnhaus)                                                                | zeit- und landschaftstypisches Gebäude in Fachwerkbauweise, baugeschichtlich und als ehemalige Schmiede ortsgeschichtlich von Bedeutung | 08980319 |
| Direkt Bild zu diesem Denkmal hochladen | Wohnstallhaus | Lichtenberg/Erzgeb. (Karte) | Anfang 19. Jahrhundert (Wohnstallhaus)                                                              | regionaltypischer Fachwerkbau, baugeschichtlich von Bedeutung | 08980306 |
|                                         | Ringkolbenventil | Lichtenberg/Erzgeb. (Karte) | um 1970 (Ringkolbenventil)                                                                          | von technikgeschichtlicher Bedeutung | 08980304 |
| Direkt Bild zu diesem Denkmal hochladen | Brücke über die Gimmlitz | Lichtenberg/Erzgeb. (Karte) | 19. Jahrhundert (Straßenbrücke)                                                                     | einbogige Bruchsteinbrücke, dokumentiert alte Dorfstruktur, baugeschichtlich von Bedeutung | 08980309 |
| Direkt Bild zu diesem Denkmal hochladen | Kohlbach Kunstgraben; Revierwasserlaufanstalt (Sachgesamtheit)                                                                                        | Müdisdorf (Karte)           | 1556 (Kunstgraben)                                                                                  | Einzeldenkmale der Sachgesamtheit Revierwasserlaufanstalt: Kohlbach Kunstgraben mit allen zugehörigen Gewölbebrücken, zwei Schützen und einem Flutgraben (siehe Sachgesamtheitsliste -Obj. 09305224); landschaftsbildprägende Bestandteile eines umfangreichen Systems der bergmännischen Wasserwirtschaft zur Versorgung des Freiberger Bergbaus mit Aufschlagwasser, bergbaugeschichtlich und ortsgeschichtlich von besonderer Bedeutung | 08980407 |
| Direkt Bild zu diesem Denkmal hochladen | Müdisdorfer Kunstgraben; Revierwasserlaufanstalt (Sachgesamtheit)                                                                                     | Müdisdorf (Karte)           | 1558 (Kunstgraben)                                                                                  | Einzeldenkmale der Sachgesamtheit Revierwasserlaufanstalt: Müdisdorfer Kunstgraben mit allen zugehörigen Gewölbebrücken und Röschen, einem Schütz mitsamt Abschlag sowie zwei Grenzsteine (siehe Sachgesamtheitsliste -Obj. 09305224); landschaftsbildprägende Bestandteile eines umfangreichen Systems der bergmännischen Wasserwirtschaft zur Versorgung des Freiberger Bergbaus mit Aufschlagwasser, bergbaugeschichtlich und ortsgeschichtlich von besonderer Bedeutung | 08980396 |
| Direkt Bild zu diesem Denkmal hochladen | Revierwasserlaufanstalt (Sachgesamtheit) | Müdisdorf (Karte)           | 16.–18. Jahrhundert (Bergbauanlage)                                                                 | Sachgesamtheitsbestandteil der Revierwasserlaufanstalt im Ortsteil Müdisdorf mit den Einzeldenkmalen: Kohlbach Kunstgraben mit allen zugehörigen Gewölbebrücken, zwei Schützen und einem Flutgraben (siehe Einzeldenkmalliste -Obj. 08980407) sowie Müdisdorfer Kunstgraben mit allen zugehörigen Gewölbebrücken und Röschen, einem Schütz mitsamt Abschlag sowie zwei Grenzsteine (siehe Einzeldenkmalliste -Obj. 08980396); landschaftsbildprägende Bestandteile eines umfangreichen Systems der bergmännischen Wasserwirtschaft zur Versorgung des Freiberger Bergbaus mit Aufschlagwasser, bergbaugeschichtlich und ortsgeschichtlich von besonderer Bedeutung (siehe auch die Sachgesamtheitsliste -Obj. 08991218, Großhartmannsdorf, Zehntel -) | 09305224 |
| Direkt Bild zu diesem Denkmal hochladen | Wohnstallhaus und Scheune eines ehemaligen Mühlenanwesens                                                                                             | Müdisdorf (Karte)           | um 1800 (Wohnstallhaus)                                                                             | bauliche Einheit, baugeschichtlich, ortsgeschichtlich und technikgeschichtlich von Bedeutung | 08980393 |
| Direkt Bild zu diesem Denkmal hochladen | Brücke über den Großhartmannsdorfer Bach | Müdisdorf (Karte)           | 19. Jahrhundert (Straßenbrücke)                                                                     | dokumentiert alte Ortsstruktur, baugeschichtlich von Bedeutung | 08980392 |
| Direkt Bild zu diesem Denkmal hochladen | Müdisdorfer Kunstgraben; Menden Rösche; Müdisdorfer Rösche; Revierwasserlaufanstalt (Sachgesamtheit)                                                  | Weigmannsdorf (Karte)       | 1558 (Kunstgraben); 1589–1590, Müdisdorfer Rösche (Rösche); 18. Jahrhundert, Menden Rösche (Rösche) | Einzeldenkmale der Sachgesamtheit Revierwasserlaufanstalt: Müdisdorfer Kunstgraben einschließlich aller Gewölbebrücken, der Menden Rösche mitsamt zweier Mundlöcher, einem Schütz sowie Müdisdorfer Rösche mitsamt Mundloch, Grenzstein und Halde (siehe Sachgesamtheitsliste -Obj. 09305223); landschaftsbildprägende Bestandteile eines umfangreichen Systems der bergmännischen Wasserwirtschaft zur Versorgung des Freiberger Bergbaus mit Aufschlagwasser, bergbaugeschichtlich und ortsgeschichtlich von besonderer Bedeutung | 08980390 |
| Direkt Bild zu diesem Denkmal hochladen | Revierwasserlaufanstalt (Sachgesamtheit) | Weigmannsdorf (Karte)       | 16.–19. Jahrhundert (Bergbauanlage)                                                                 | Sachgesamtheitsbestandteil der Revierwasserlaufanstalt im Ortsteil Weigmannsdorf mit den Einzeldenkmalen: Müdisdorfer Kunstgraben einschließlich aller Gewölbebrücken, der Menden Rösche mitsamt zweier Mundlöcher, einem Schütz sowie Müdisdorfer Rösche mitsamt Mundloch, Grenzstein und Halde (siehe Einzeldenkmalliste -Obj. 08980390); landschaftsbildprägende Bestandteile eines umfangreichen Systems der bergmännischen Wasserwirtschaft zur Versorgung des Freiberger Bergbaus mit Aufschlagwasser, bergbaugeschichtlich und ortsgeschichtlich von besonderer Bedeutung (siehe auch die Sachgesamtheitsliste -Obj. 08991218, Großhartmannsdorf, Zehntel -)                                                                                   | 09305223 |
| Direkt Bild zu diesem Denkmal hochladen | Transformatorenhäuschen | Weigmannsdorf (Karte)       | 1949 (Transformatorenstation)                                                                       | von technikgeschichtlichem Wert | 08980391 |
| Direkt Bild zu diesem Denkmal hochladen | Wohnhaus und Seitengebäude eines ehemaligen Mühlenanwesens                                                                                            | Weigmannsdorf (Karte)       | 2. Hälfte 19. Jahrhundert (Müllerwohnhaus)                                                          | von ortsgeschichtlicher und technikgeschichtlicher Bedeutung | 08980380 |
| Direkt Bild zu diesem Denkmal hochladen | Wegesäule | Weigmannsdorf (Karte)       | 19. Jahrhundert (Wegestein)                                                                         | von verkehrsgeschichtlicher Bedeutung | 08980373 |
| Direkt Bild zu diesem Denkmal hochladen | Mühle mit Wohnhaus (Nr. 108), Seitengebäude (Nr. 107), weiteres Seitengebäude und zwei Scheunen sowie zwei Schleifsteine der späteren Holzschleiferei | Weigmannsdorf (Karte)       | 18. Jahrhundert (Wohnhaus)                                                                          | prächtige Hofanlage mit bildprägenden Fachwerk-Gebäuden, baugeschichtlich, ortsgeschichtlich und technikgeschichtlich von Bedeutung | 08980363 |

## Lunzenau, Stadt
| Bild                                    | Bezeichnung                                                     | Lage                                     | Datierung                                                                               | Beschreibung | ID       |
| --------------------------------------- | --------------------------------------------------------------- | ---------------------------------------- | --------------------------------------------------------------------------------------- | --- | -------- |
| Weitere Bilder                          | Muldentalbahn (Sachgesamtheit)                                  | Cossen (Karte)                           | 1876 (Eisenbahnbrücke); 1876 (Bahnkörper)                                               | Sachgesamtheitsbestandteil der Sachgesamtheit Muldentalbahn, Teilabschnitt Lunzenau, OT Cossen mit dem Sachgesamtheitsteil Eisenbahnbrücke Cossener Bach (siehe auch Sachgesamtheitsliste -Obj. 09306181); Sachgesamtheit mit allen Bahnanlagen, darunter Gleisanlagen mit Unter- und Oberbau, Streckenkilometrierung, Fernmeldeund Signalanlagen, Bahnstationen einschließlich aller Funktionsbauten, Wärterhäuschen, Brücken und Durchlässen in den Gemeinden Glauchau, Stadt (OT Glauchau, Kleinbernsdorf, Reinholdshain), Limbach-Oberfrohna, Stadt (OT Wolkenburg-Kaufungen), Remse (OT Remse), Waldenburg (OT Niederwinkel, Oberwinkel, Waldenburg), Lunzenau, Stadt (OT Lunzenau, Cossen, Rochsburg), Penig, Stadt (OT Markersdorf, Penig, Amerika, Arnsdorf, Thierbach, Zinnberg), Rochlitz, Stadt (OT Penna, Rochlitz), Seelitz (OT Fischheim, Seelitz, Biesern, Steudten), Colditz (OT Colditz, Lastau, Möseln, Sermuth, Zschetzsch), Grimma, Stadt (OT Großbothen), für die Industrieentwicklung des Muldentals wichtige und landschaftsbildende prägende Normalspurbahn, wirtschaftsgeschichtlich, eisenbahngeschichtlich, landschaftsgestaltend sowie regionalgeschichtlich von Bedeutung | 09306171 |
| Weitere Bilder                          | Bahnhof Cossen; Eisenbahnstrecke Neukieritzsch -Chemnitz        | Cossen (Karte)                           | 1872 (Empfangsgebäude)                                                                  | Empfangsgebäude eines Bahnhofs; qualitätvoll gestaltetes Empfangsgebäude in zeittypischer Bauweise und gutem Originalzustand | 09236432 |
| Weitere Bilder                          | Zufahrtsbrücke über den Elsbach                                 | Elsdorf (Karte)                          | bezeichnet 1916 (Straßenbrücke)                                                         | markanter Ziegelbau, singulär von baugeschichtlichem Wert | 08955247 |
| Weitere Bilder                          | Eisenbahnstrecke Neukieritzsch–Chemnitz                         | Göritzhain (Karte)                       | 1872 (Straßenbrücke)                                                                    | Straßenbrücke über die Eisenbahn; dreibogige Steinbrücke in zeittypischer Konstruktion von regionalhistorischer Bedeutung | 08955192 |
| Weitere Bilder                          | Eisenbahnstrecke Chemnitz–Wechselburg; Chemnitztalbahn          | Göritzhain (Karte)                       | 1901–1902 (Eisenbahnbrücke)                                                             | Eisenbahnbrücke über die Chemnitz; fünfbogige Eisenbahnbrücke aus Naturstein, verläuft über zwei Gemarkungen, siehe auch Gemeinde Königshain-Wiederau (Obj. 09305967), baugeschichtlich, eisenbahngeschichtlich und technikgeschichtlich von Bedeutung | 08955191 |
| Weitere Bilder                          | Eisenbahnstrecke Chemnitz–Wechselburg; Chemnitztalbahn          | Göritzhain (Karte)                       | 1902 lt. Internetportal Sachsenschiene (Empfangsgebäude)                                | Bahnhofsempfangsgebäude; typisches Bahngebäude der Gründerzeit, ortshistorische Bedeutung | 08955182 |
| Weitere Bilder                          | Straßenbrücke über die Chemnitz                                 | Göritzhain (Karte)                       | Ende 19. Jahrhundert (Straßenbrücke)                                                    | zweibogige Steinbrücke von ortsbildprägendem Wert | 08955181 |
| Weitere Bilder                          | Muldenbrücke                                                    | Lunzenau (Karte)                         | 1860/63 (Straßenbrücke)                                                                 | Straßenbrücke über die Zwickauer Mulde; dreijochige Steinbogenbrücke aus Porphyr mit Strömungspfeilern von technikgeschichtlicher, stadtgeschichtlicher und ortsbildprägender Bedeutung | 09235826 |
| Weitere Bilder                          | Papierfabrik und Weberei Fa. Wilhelm Vogel (Sachgesamtheit)     | Lunzenau (Karte)                         | 1870/1880 (25 Siedlungshäuser); 1870/1880 (12 Doppelwohnhäuser); 1876–1882 (Parkanlage) | Sachgesamtheit Papierfabrik und Weberei Fa. Wilhelm Vogel mit folgenden Einzeldenkmalen: Fabrikkomplex der ehemaligen Spinnerei und Weberei, später Papierfabrik, sowie Mühlgraben und Wehranlage (siehe auch obj. 09236316), Fabrikantenvillen, Bedienstetenwohnhaus (siehe obj. 09236316, 09236417, 09236418, 09236414), Fußgängerbrücke im Heinrich-Heine-Park (siehe obj. 09236412), Denkmal für die Opfer des Faschismus im Heinrich-Heine-Park (siehe obj. 09236413) und Siedlungshäuser in der Parkstraße, Johannes-Strehle-Straße, Heinrich-Heine-Straße und Ernst-Schneller-Straße (vgl. zusätzl. Anschriften) als Sachgesamtheitsteile und Parkanlage (Gartendenkmal -Beschreibung siehe Text); industriegeschichtlich, städtebaulich und sozialgeschichtlich von Bedeutung | 09236411 |
| Weitere Bilder                          | Papierfabrik und Weberei Fa. Wilhelm Vogel (Sachgesamtheit)     | Lunzenau Altenburger Straße 1; 3 (Karte) | 1897 (Fabrik); 1678 (Sitznischenportal); um 1880 (straßenseitige Fabrikgebäude)         | Einzeldenkmale der Sachgesamtheit Papierfabrik und Weberei Fa. Wilhelm Vogel (heute Papierfabrik Lunzenau GmbH & Co. KG): an die ehemalige Wecksche Spinnerei anschließendes Webereigebäude, ehemaliges Turbinenhaus mit originaler Wandund Deckengestaltung, Fabrikgebäude von 1897, Pförtnerhaus mit altem Sitznischenportal von 1678, straßenseitiges Fabrikgebäude mit gelber Klinkerfassade um 1880, Wasserturm (integriert in Fabrikgebäude), altes Mühlengebäude, Mühlgraben mit Wehranlage, Fabrikgebäude Altenburger Str. 3, heute Verwaltungsgebäude und Zwischenbau (siehe auch Sachgesamtheitsdokument obj.09236411); industriegeschichtlich, städtebaulich, sozialgeschichtlich und technikgeschichtlich von Bedeutung | 09236316 |
| Weitere Bilder                          | Muldentalbahn (Sachgesamtheit)                                  | Lunzenau (Karte)                         | 1875 (Empfangsgebäude)                                                                  | Sachgesamtheitsbestandteil der Sachgesamtheit Muldentalbahn, Teilabschnitt Lunzenau, OT Lunzenau mit dem Sachgesamtheitsteil Bahnhof Lunzenau (siehe auch Sachgesamtheitsliste -Obj. 09306181); Sachgesamtheit mit allen Bahnanlagen, darunter Gleisanlagen mit Unterund Oberbau, Streckenkilometrierung, Fernmeldeund Signalanlagen, Bahnstationen einschließlich aller Funktionsbauten, Wärterhäuschen, Brücken und Durchlässen in den Gemeinden Glauchau, Stadt (OT Glauchau, Kleinbernsdorf, Reinholdshain), Limbach-Oberfrohna, Stadt (OT Wolkenburg-Kaufungen), Remse (OT Remse), Waldenburg (OT Niederwinkel, Oberwinkel, Waldenburg), Lunzenau, Stadt (OT Lunzenau, Cossen, Rochsburg), Penig, Stadt (OT Markersdorf, Penig, Amerika, Arnsdorf, Thierbach, Zinnberg), Rochlitz, Stadt (OT Penna, Rochlitz), Seelitz (OT Fischheim, Seelitz, Biesern, Steudten), Colditz (OT Colditz, Lastau, Möseln, Sermuth, Zschetzsch), Grimma, Stadt (OT Großbothen), für die Industrieentwicklung des Muldentals wichtige und landschaftsbildende prägende Normalspurbahn, wirtschaftsgeschichtlich, eisenbahngeschichtlich, landschaftsgestaltend sowie regionalgeschichtlich von Bedeutung | 09306149 |
| Direkt Bild zu diesem Denkmal hochladen | Wegestein                                                       | Lunzenau (Karte)                         | 19. Jahrhundert ? (Wegestein)                                                           | historische Wegweisersäule aus Rochlitzer Pophyrtuff von regionalgeschichtlichem und verkehrsgeschichtlichem Wert | 09303028 |
| Direkt Bild zu diesem Denkmal hochladen | Muldentalbahn (Sachgesamtheit); Eisenbahndamm                   | Rochsburg (Karte)                        | 1875 (Bahnkörper)                                                                       | Einzeldenkmal in der o. g. Sachgesamtheit: Eisenbahndamm; (siehe Sachgesamtheitsliste -Obj. 09306181), hochliegendes Gleisbett der Muldentalbahn mit Böschungsmauer zum Prallhang der Mulde zwischen Bahnkilometer 23, 6 und 23, 8; exponierte Lage, eisenbahngeschichtlich und verkehrsgeschichtlich von Bedeutung | 09306143 |
| Direkt Bild zu diesem Denkmal hochladen | Muldentalbahn (Sachgesamtheit); Tunnel Rochsburg                | Rochsburg (Karte)                        | 1875 (Eisenbahntunnel)                                                                  | Einzeldenkmal in der o. g. Sachgesamtheit: Eisenbahntunnel; (siehe Sachgesamtheitsliste -Obj. 09306181), zwei Portale des durch den Rochsburger Schloßberg führenden Tunnels, einziger Kunstbau dieser Art an der Eisenbahnstrecke Glauchau-Wurzen (Muldentalbahn), km 24, 9–25, 25, eisenbahngeschichtlich und verkehrsgeschichtlich von Bedeutung | 09306146 |
| Direkt Bild zu diesem Denkmal hochladen | Muldentalbahn (Sachgesamtheit); Eisenbahnbrücke Zwickauer Mulde | Rochsburg (Karte)                        | 1875 (Eisenbahnbrücke)                                                                  | Einzeldenkmal in der o. g. Sachgesamtheit: Eisenbahnbrücke; (siehe Sachgesamtheitsliste -Obj. 09306181), parallelgurtige gekrümmte Stahlbalkenbrücke der Eisenbahnstrecke Glauchau-Wurzen (Muldentalbahn) nördlich des Rochsburger Tunnels über die Mulde, als Vollwandträger in Nietkonstruktion ausgeführt und auf drei Stützpfeilern aufliegend, eisenbahngeschichtlich, landschaftsgestaltend und technikgeschichtlich von Bedeutung | 09306148 |
| Direkt Bild zu diesem Denkmal hochladen | Muldentalbahn (Sachgesamtheit)                                  | Rochsburg (Karte)                        | 1875 (Personenbahnhof); um 1880 (Bahnwärterhaus)                                        | Sachgesamtheitsbestandteil der Sachgesamtheit Muldentalbahn, Teilabschnitt Lunzenau, OT Rochsburg mit den Einzeldenkmalen: Eisenbahndamm (siehe Einzeldenkmalliste -Obj. 09306143), TunnelRochsburg (siehe Einzeldenkmalliste -Obj. 09306146), Eisenbahnbrücke Zwickauer Mulde (siehe Einzeldenkmalliste -Obj. 09306148) sowie den Sachgesamtheitsteilen Bahnwärterhaus mit Nebengebäude und Bahnhof Rochsburg (siehe auch Sachgesamtheitsliste -Obj. 09306181); Sachgesamtheit mit allen Bahnanlagen, darunter Gleisanlagen mit Unterund Oberbau, Streckenkilometrierung, Fernmeldeund Signalanlagen, Bahnstationen einschließlich aller Funktionsbauten, Wärterhäuschen, Brücken und Durchlässen in den Gemeinden Glauchau, Stadt (OT Glauchau, Kleinbernsdorf, Reinholdshain), Limbach-Oberfrohna, Stadt (OT Wolkenburg-Kaufungen), Remse (OT Remse), Waldenburg (OT Niederwinkel, Oberwinkel, Waldenburg), Lunzenau, Stadt (OT Lunzenau, Cossen, Rochsburg), Penig, Stadt (OT Markersdorf, Penig, Amerika, Arnsdorf, Thierbach, Zinnberg), Rochlitz, Stadt (OT Penna, Rochlitz), Seelitz (OT Fischheim, Seelitz, Biesern, Steudten), Colditz (OT Colditz, Lastau, Möseln, Sermuth, Zschetzsch), Grimma, Stadt (OT Großbothen), für die Industrieentwicklung des Muldentals wichtige und landschaftsbildende prägende Normalspurbahn, wirtschaftsgeschichtlich, eisenbahngeschichtlich, landschaftsgestaltend sowie regionalgeschichtlich von Bedeutung | 09306144 |

## Mittweida, Stadt, Hochschulstadt
| Bild                                    | Bezeichnung                                                                                    | Lage                | Datierung | Beschreibung | ID       |
| --------------------------------------- | ---------------------------------------------------------------------------------------------- | ------------------- | --- | --- | -------- |
| Weitere Bilder                          | Bahnhof Mittweida                                                                              | Mittweida (Karte)   | um 1910 (Empfangsgebäude) | Bahnhofsgebäude einschließlich Bahnhofsrestaurant; zeittypischer Klinkerbau, baugeschichtlich und eisenbahngeschichtlichvon Bedeutung | 09237323 |
| Weitere Bilder                          | Viadukt Mittweida; Eisenbahnstrecke Mittweida – Dreiwerden                                     | Mittweida (Karte)   | 1905/06 (Viadukt) | Eisenbahnbrücke über Burgstädter Straße und Altmittweidaer Bach; straßenbildprägendes Pendelpfeilerviadukt aus Stahlfachwerk und vollwandträgern, Ingenieurbauwerk von eisenbahngeschichtlicher und technikgeschichtlicher Bedeutung | 09306004 |
|                                         | Zwei Produktionsgebäude einer Fabrikanlage                                                     | Mittweida (Karte)   | um 1895 (Fabrikgebäude); um 1925 (Verwaltungsgebäude) | qualitätvolles Beispiel im Industriebau des ausgehenden 19. Jahrhunderts, zudem bedeutend für Straßenbild, baugeschichtlich und ortsgeschichtlich von Bedeutung | 09237529 |
|                                         | Fabrikgebäude einer ehemaligen Baumwollweberei und Reste der ursprünglichen Einfriedung        | Mittweida (Karte)   | um 1895 (Fabrikgebäude) | zeittypischer Klinkerbau mit Sheddach, baugeschichtlich, technikgeschichtlich und straßenbildprägend von Bedeutung | 09237576 |
| Weitere Bilder                          | Sächsische Baumwollspinnerei                                                                   | Mittweida (Karte)   | 1885 (Fabrikantenvilla); 1884–1906 (Spinnerei) | Westliches Verwaltungsgebäude mit Werktor, Pforte und Resten der Einfriedung, Spinnereigebäude mit nördlichem Turbinenhaus, östlich gelegenes weiteres Spinnereigebäude mit Kesselhaus und südliche Fabrikantenvilla einer ehemaligen Baumwollspinnerei, Wehr über die Zschopau, Reste des ehemaligen Mühlenkanals mit Rechenanlage und Einlaufschützen mit Schieberhaus sowie Uferbefestigung des Flusses; regionalgeschichtlich bedeutsamer Fabrikkomplex von hohem baugeschichtlichem, industriegeschichtlichem und technikgeschichtlichem Wert | 09237577 |
|                                         | Kursächsische Postmeilensäulen (Sachgesamtheit)                                                | Mittweida (Karte)   | 1725 (Postmeilensäule) | Postmeilensäule; Distanzsäule, verkehrsgeschichtlich von Bedeutung | 09237017 |
|                                         | Fabrikgebäude und Fabrikschornstein                                                            | Mittweida (Karte)   | um 1930 (Fabrikgebäude) | mehrfarbiger Klinkerbau mit Sheddach, baugeschichtlich und technikgeschichtlich von Bedeutung | 09237238 |
| Weitere Bilder                          | Viadukt Zschopautal; Eisenbahnstrecke Mittweida – Dreiwerden                                   | Mittweida (Karte)   | 1905/06 (Eisenbahnbrücke) | Eisenbahnbrücke über Zschopau und Zschopaustraße; landschaftsbildprägende Stahlfachwerkbrücke mit Vollwandträgersegment, Ingenieurbauwerk von eisenbahngeschichtlicher und technikgeschichtlicher Bedeutung | 09305948 |
| Direkt Bild zu diesem Denkmal hochladen | Kilometerstein                                                                                 | Neudörfchen (Karte) | nach 1870 (Kilometerstein) | in Form eines Obelisken, verkehrsgeschichtlich von Bedeutung, | 09237120 |
| Weitere Bilder                          | Zschopaubrücke; Eisenbahnstrecke Mittweida Industriebahnhof – Ringethal                        | Neudörfchen (Karte) | 1908 (Eisenbahnbrücke) | Ehem. Eisenbahnbrücke über die Zschopau; von eisenbahngeschichtlicher und industriegeschichtlicher Bedeutung, zudem landschaftsbildprägend | 09305796 |
| Weitere Bilder                          | Elektrizitätswerk Mittweida; später VEB Laufwasser-, Pumpspeicher- und Dieselmotoren-Kraftwerk | Neudörfchen (Karte) | 1908–1909, Dampfkraftwerk (Maschinengebäude, Kesse); 1919–1923, Wasserkraftwerk (Kraftwerk); 1926–1928, Pumpspeicherwerk (Kraftwerk); 1952–1953 (Schalthaus); 1960–1961 (Dieselkraftwerk) | Ehem. Elektrizitätswerk, bestehend aus Maschinengebäude, Kesselgebäude (spätere sog. Dieselhalle), Schornstein, Turbinenhalle, Generatorenhaus, Schalthaus, Wohnhaus, Pförtnerhaus, Pumpspeicherbecken mit Einbzw. Auslaufbauwerk, Drosselklappengebäude, Druckrohrleitung, Wehranlage, Obergraben mit Rechenbedienbrücke und Abschlag sowie Untergraben, zudem originale Kraftwerksausstattung sowie Dampfmaschine der Crimmitschauer Tuchfabrik Otto Weidenmüller; umfassend und authentisch erhaltenes Ensemble aus baulichen und technischen Anlagen zur Elektrizitätsversorgung der Stadt Mittweida, Gebäudebestand in historisierenden Stilformen erbaut, als Zeugnis verschiedener Formen der Elektrizitätserzeugung an einem Standort und als erstes sächsisches Pumpspeicherwerk von nationaler technikgeschichtlicher und darüber hinaus stadtgeschichtlicher sowie baugeschichtlicher Bedeutung, zudem landschaftsbildprägend | 09237625 |
| Weitere Bilder                          | Rittergut Ringethal (Sachgesamtheit)                                                           | Ringethal (Karte)   | um 1850 (Wohnhaus mit Stall, Nr. 7) | Sachgesamtheit Rittergut Ringethal mit folgendem Einzeldenkmal: Herrenhaus (siehe Einzeldenkmalliste -Obj. 09237648, Hauptstraße 8) sowie den Resten des Wirtschaftshofes mit barockem Wohnstallhaus (Hauptstraße 7), den Wirtschaftsgebäuden (Hauptstraße 5, 5b und 6), dem Stallgebäude und Speichergebäude an Kirchhofeinfriedung (Hauptstraße 9) und dem Inselteich (ehem. Standort einer Wasserburg) als Sachgesamtheitsteile; Anlage von außerordentlich hoher regionalgeschichtlicher Bedeutung | 09302382 |
| Direkt Bild zu diesem Denkmal hochladen | Mühlenanwesen mit Mühle, Wohnhaus, Pferderemise und Speichergebäude                            | Ringethal (Karte)   | um 1813 (Mühle); um 1870 (Müllerwohnhaus); um 1813 (Wohnhaus mit Pferderemise); 1909 (Speicher)                                                                                           | baugeschichtlich und technikgeschichtlich von Bedeutung | 09237649 |
| Weitere Bilder                          | Industriebahnhof bestehend aus Lagergebäude und Wohnhaus                                       | Ringethal (Karte)   | lt. „sachsenschiene“ 1909 (Güterbahnhof) | eisenbahngeschichtlich und regionalgeschichtlich von Bedeutung | 09237552 |
| Direkt Bild zu diesem Denkmal hochladen | Transformatorenhäuschen                                                                        | Rößgen (Karte)      | um 1925 (Transformatorenstation) | in Stilformen des Neoklassizismus, Zeugnis für Elektrifizierung des Ortes, technikgeschichtlich von Bedeutung | 09237379 |

## Mühlau
| Bild                                    | Bezeichnung                                                   | Lage                          | Datierung                                                                      | Beschreibung | ID       |
| --------------------------------------- | ------------------------------------------------------------- | ----------------------------- | ------------------------------------------------------------------------------ | --- | -------- |
| Direkt Bild zu diesem Denkmal hochladen | J. C. Kobler & Söhne (ehem.); VEB Mühlauer Textilien (später) | (Karte)                       | 1809–1811 (ältester Fabrikbau); 1. Hälfte 19. Jahrhundert (Wirtschaftsgebäude) | Ehemalige Spinnmühle, bestehend aus dem alten Spinnmühlengebäude und zwei Seitengebäuden sowie dem Mühlteich; gut erhaltenes Ensemble von ortsgeschichtlicher Bedeutung | 09233381 |
|                                         | Königlich-Sächsische Meilensteine (Sachgesamtheit)            | Mühlau Lindenstraße 2 (Karte) | 19. Jahrhundert (Meilenstein)                                                  | Meilenstein; Kopie eines Halbmeilensteins, verkehrsgeschichtlich von Bedeutung                                                                                          | 09233396 |
|                                         | Kursächsische Postmeilensäulen (Sachgesamtheit)               | Mühlau Lindenstraße 2 (Karte) | bezeichnet 1725 (Viertelmeilenstein)                                           | Postmeilensäule; restaurierter Viertelmeilenstein, verkehrsgeschichtlich von Bedeutung                                                                                  | 09304884 |

## Mulda/Sa.
| Bild                                    | Bezeichnung | Lage                | Datierung | Beschreibung | ID       |
| --------------------------------------- | --- | ------------------- | --- | --- | -------- |
| Direkt Bild zu diesem Denkmal hochladen | Revierwasserlaufanstalt (Sachgesamtheit) | Helbigsdorf (Karte) | 16.–18. Jahrhundert (Bergbauanlage) | Sachgesamtheitsbestandteil der Revierwasserlaufanstalt im Ortsteil Helbigsdorf mit den Einzeldenkmalen: Helbigsdorfer Rösche mitsamt Röschenmundloch, Zethauer Kunstgraben einschließlich Steindecker-Brücke, Grenzstein und Heidemühlenrösche mitsamt südöstlichem Röschenmundloch, Mühlteich einschließlich Teichdamm mit Allee (Gartendenkmal) sowie Unterer Großhartmannsdorfer Teich und Turbinenrösche mit Röschenmundloch (siehe Einzeldenkmalliste -Obj. 09209268); landschaftsbildprägende Bestandteile eines umfangreichen Systems der bergmännischen Wasserwirtschaft zur Versorgung des Freiberger Bergbaus mit Aufschlagwasser, bergbaugeschichtlich und ortsgeschichtlich von besonderer Bedeutung (siehe auch die Sachgesamtheitsliste -Obj. 08991218, Großhartmannsdorf, Zehntel -) | 09306187 |
| Direkt Bild zu diesem Denkmal hochladen | Halde | Helbigsdorf (Karte) | 16.–18. Jahrhundert (Halde) | bergbaugeschichtlich von Bedeutung | 09209272 |
| Direkt Bild zu diesem Denkmal hochladen | Helbigsdorfer Rösche; Zethauer Kunstgraben; Heidemühlenrösche; Turbinenrösche; Unterer Großhartmannsdorfer Teich; Revierwasserlaufanstalt (Sachgesamtheit) | Helbigsdorf (Karte) | 1570–1572 (Kunstgraben); 1570, Helbigsdorfer Rösche (Rösche); 16. Jahrhundert (Teich); bezeichnet 1804, Turbinenrösche (Mundloch); bezeichnet 1866, Heidemühlenrösche (Mundloch) | Einzeldenkmale der Sachgesamtheit Revierwasserlaufanstalt: Helbigsdorfer Rösche mitsamt Röschenmundloch, Zethauer Kunstgraben einschließlich Steindecker-Brücke, Grenzstein und Heidemühlenrösche mitsamt südöstlichem Röschenmundloch, Mühlteich einschließlich Teichdamm mit Allee (Gartendenkmal) sowie Kunstteich und Turbinenrösche mit Röschenmundloch (siehe Sachgesamtheitsliste -Obj. 09306187); landschaftsbildprägende Bestandteile eines umfangreichen Systems der bergmännischen Wasserwirtschaft zur Versorgung des Freiberger Bergbaus mit Aufschlagwasser, Mühlteich Zeugnis der zum Teil in das System der Revierwasserlaufanstalt integrierten Wasserkraftnutzung durch andere Produktionszweige, bergbaugeschichtlich und ortsgeschichtlich von besonderer Bedeutung             | 09209268 |
| Direkt Bild zu diesem Denkmal hochladen | Winkelmühle | Mulda/Sa. (Karte)   | 1750 (Wohnstallhaus); um 1830 (Seitengebäude) | Wohnstallhaus (Nr. 6) und Seitengebäude (Nr. 7) eines ehemaligen Mühlenanwesens; beide Gebäude heute Wohnhäuser, Wohnstallhaus stattlicher Fachwerkbau mit hohem Krüppelwalmdach, baugeschichtlich und ortsgeschichtlich von Bedeutung | 09209211 |
| Direkt Bild zu diesem Denkmal hochladen | Försterbrücke | Mulda/Sa. (Karte)   | 1846 (Straßenbrücke) | Brücke über die Freiberger Mulde; einbogige Natursteinbrücke, verkehrsgeschichtlich von Bedeutung | 09209229 |
| Direkt Bild zu diesem Denkmal hochladen | Speicher und Wiegehäuschen | Mulda/Sa. (Karte)   | um 1900 (Speicher); um 1900 (Waagehaus) | ortsgeschichtlich und wirtschaftsgeschichtlich von Bedeutung, in ortsbildprägender Lage | 09209181 |
| Weitere Bilder                          | Post-Brücke | Mulda/Sa. (Karte)   | bezeichnet 1875 (Straßenbrücke) | Brücke über die Freiberger Mulde; einbogige Natursteinbrücke, baugeschichtlich und verkehrsgeschichtlich von Bedeutung | 09209179 |
| Weitere Bilder                          | Bahnhof Mulda; Eisenbahnstrecke Mulda-Sayda (Schmalspur); Berthelsdorf-Bienenmühle (ehemals Nossen-Moldau)                                                 | Mulda/Sa. (Karte)   | Eröffnung 1875 (Empfangsgebäude) | Empfangsgebäude des Bahnhofs Mulda, Güterabfertigung, Stellwerk und Toilettenhaus; zeittypische Putzbautem mit eisenbahngeschichtlicher, baugeschichtlicher und ortsgeschichtlicher Bedeutung | 09209180 |
|                                         | Randecker Mühle | Mulda/Sa. (Karte)   | 2. Hälfte 19. Jahrhundert (Mühle) | Ehemalige Mühle (später Gasthof mit Sägewerk); lang gestreckter Fachwerkbau mit Walmdach, ortsgeschichtlich und technikgeschichtlich von Bedeutung | 09209207 |
|                                         | Böhms-Mühle | Mulda/Sa. (Karte)   | um 1840 (Mühle) | Mühlengebäude mit Seitenflügel; stattlicher Fachwerkbau mit hohem Krüppelwalmdach, baugeschichtlich, ortsgeschichtlich und technikgeschichtlich von Bedeutung | 09209206 |
| Direkt Bild zu diesem Denkmal hochladen | Hofmühle; Ölmühle Mulda | Mulda/Sa. (Karte)   | 1828 (Mühle) | Mühlengebäude über winkligem Grundriss und Scheune eines Mühlenanwesens; Gebäudeensemble in Fachwerkbauweise, von ortsgeschichtlicher und technikgeschichtlicher Bedeutung, guter Originalzustand | 09209231 |
| Direkt Bild zu diesem Denkmal hochladen | Säge- und Hobelwerk Gebr. Scheinpflug | Mulda/Sa. (Karte)   | 1889 (Sägewerk) | Sägewerk; westlicher Gebäudeteil Putzbau mit markanter Giebelfront, daran anschließender östlicher Teil eingeschossig mit verbrettertem Drempel, von ortsgeschichtlicher und technikgeschichtlicher Bedeutung | 09209230 |
| Weitere Bilder                          | Brückenpfeiler und Bahndamm der ehemaligen Schmalspurstrecke Mulda-Sayda                                                                                   | Mulda/Sa. (Karte)   | 1897 (Brückenpfeiler) | eisenbahngeschichtlich und ortsgeschichtlich von Bedeutung | 09209173 |
| Weitere Bilder                          | Brett- und Lohmühle Schönlebe; Sägewerk Drechsel ehem. Schönlebe                                                                                           | Mulda/Sa. (Karte)   | 1880 (Sägewerk); 1904–1905 (Kesselund Maschinenhaus); 1904 (Schornstein); 1899 (Dampfkessel); 1880 (Einfachgatter)                                                               | Sägewerksgebäude mit Anbauten und vorgelagertem Rundholzplatz, Nebengebäude, Schornstein und technischer Ausstattung (u. a. Turbine, Dampfmaschine, Kesselanlage, Motor, Transmissionsanlage, 3 Sägegatter sowie weitere Holzverarbeitungsmaschinen), Wehranlage und Mühlgraben (Ober- und Untergraben); straßenbildprägender Fachwerk-Bau mit originalem Ziegel-Schornstein, authentisch und weitgehend funktionsfähig erhaltenes Ensemble von ortsgeschichtlicher und großer technikgeschichtlicher Bedeutung sowie als Schauanlage von großem Erlebnisund Erinnerungswert, dokumentiert den Stand der Holzverarbeitungstechnik aus den 1920er bis 1930er Jahren, aufgrund des nahezu vollständigen Überlieferungszustandes von Seltenheitswert                                                   | 09209195 |
| Direkt Bild zu diesem Denkmal hochladen | Dampfmaschine Fa. Starke und Hoffmann, Hirschberg | Mulda/Sa. (Karte)   | 1910 (Dampfmaschine) | von technikgeschichtlichem Wert | 09209216 |
| Direkt Bild zu diesem Denkmal hochladen | Straßenbrücke | Mulda/Sa. (Karte)   | 2. Hälfte 19. Jahrhundert (Straßenbrücke) | einbogige Natursteinbrücke über die Eisenbahnlinie, verkehrsgeschichtlich von Bedeutung | 09209156 |
| Direkt Bild zu diesem Denkmal hochladen | Mühle | Mulda/Sa. (Karte)   | bezeichnet 1878, Instandsetzung (Mühle) | stattlicher Putzbau, ortsgeschichtlich und technikgeschichtlich von Bedeutung | 09209215 |
| Direkt Bild zu diesem Denkmal hochladen | Grube Friedrich August | Mulda/Sa.           | 18. Jahrhundert (Halde) | Halde des Pferdegöpel-Treibschachtes mit Schachtaufsattlung, Haldenmauer und befestigtem Zufahrtsweg; wichtige Sachzeugnisse des Bergbaus in den Randrevieren von Freiberg (am Ortsausgang in Richtung Zethau liegend), ortsgeschichtlich und technikgeschichtlich von Bedeutung | 09208881 |
| Direkt Bild zu diesem Denkmal hochladen | Zethauer Kunstgraben; Zethauer Straßenrösche; Kirchenrösche; Revierwasserlaufanstalt (Sachgesamtheit)                                                      | Zethau (Karte)      | 1570–1572 (Kunstgraben) | Einzeldenkmale der Sachgesamtheit Revierwasserlaufanstalt: Zethauer Kunstgraben einschließlich aller Abschläge bzw. Schütze, Gewölbebrücken und Grenzsteine sowie zwei Röschen einschließlich der vier zugehörigen Röschenmundlöcher (siehe Sachgesamtheitsliste -Obj. 09305335); orts- und landschaftsbildprägende Bestandteile eines umfangreichen Systems der bergmännischen Wasserwirtschaft zur Versorgung des Freiberger Bergbaus mit Aufschlagwasser, bergbaugeschichtlich und ortsgeschichtlich von besonderer Bedeutung | 09209273 |
| Direkt Bild zu diesem Denkmal hochladen | Revierwasserlaufanstalt (Sachgesamtheit) | Zethau (Karte)      | 16.–18. Jahrhundert (Bergbauanlage) | Sachgesamtheitsbestandteil der Revierwasserlaufanstalt im Ortsteil Zethau mit den Einzeldenkmalen: Zethauer Kunstgraben einschließlich aller Abschläge bzw. Schütze, Gewölbebrücken und Grenzsteine sowie zwei Röschen einschließlich der vier zugehörigen Röschenmundlöcher (siehe Einzeldenkmalliste -Obj. 09209273); landschaftsbildprägende Bestandteile eines umfangreichen Systems der bergmännischen Wasserwirtschaft zur Versorgung des Freiberger Bergbaus mit Aufschlagwasser, bergbaugeschichtlich und ortsgeschichtlich von besonderer Bedeutung (siehe auch die Sachgesamtheitsliste -Obj. 08991218, Großhartmannsdorf, Zehntel -) | 09305335 |
| Direkt Bild zu diesem Denkmal hochladen | Flachsschwingerei | Zethau (Karte)      | um 1800 (Fabrikgebäude) | bildprägender Fachwerkbau mit baugeschichtlicher, ortsgeschichtlicher und technikgeschichtlicher Bedeutung | 09209327 |

## Neuhausen/Erzgeb.
| Bild                                    | Bezeichnung | Lage                       | Datierung | Beschreibung | ID       |
| --------------------------------------- | --- | -------------------------- | --- | --- | -------- |
|                                         | Hemmberg Rösche; II. Cämmerswalder Rösche; Cämmerswalder Kunstgraben; I. Cämmerswalder Rösche; Pfaffenholz Kunstgraben; Pfaffenholz Rösche; Revierwasserlaufanstalt (Sachgesamtheit)          | Cämmerswalde (Karte)       | 1858–1863 (Bergbau-Wasseranlage) | Einzeldenkmale der Sachgesamtheit Revierwasserlaufanstalt: Hemmberg Rösche einschließlich Mundloch, Verbindungsund Zuführungsgraben, II. Cämmerswalder Rösche mit drei Mundlöchern und zwei Schrifttafeln, Cämmerswalder Kunstgraben einschließlich aller Gewölbebrücken, I. Cämmerswalder Rösche einschließlich beider Mundlöcher und einem Grenzstein, Pfaffenholz Kunstgraben einschließlich aller Gewölbebrücken sowie Pfaffenholz Rösche einschließlich eines Mundlochs (siehe Sachgesamtheitsliste -Obj. 09305367); landschaftsbildprägende Bestandteile eines umfangreichen Systems der bergmännischen Wasserwirtschaft zur Versorgung des Freiberger Bergbaus mit Aufschlagwasser, bergbaugeschichtlich und ortsgeschichtlich von besonderer Bedeutung | 09209683 |
|                                         | Revierwasserlaufanstalt (Sachgesamtheit) | Cämmerswalde (Karte)       | 16.–18. Jahrhundert (Bergbauanlage) | Sachgesamtheitsbestandteil der Revierwasserlaufanstalt im Ortsteil Cämmerswalde mit den Einzeldenkmalen: Hemmberg Rösche einschließlich Mundloch, Verbindungsund Zuführungsgraben, II. Cämmerswalder Rösche mit drei Mundlöchern und zwei Schrifttafeln, Cämmerswalder Kunstgraben einschließlich aller Gewölbebrücken, I. Cämmerswalder Rösche einschließlich beider Mundlöcher und einem Grenzstein, Pfaffenholz Kunstgraben einschließlich aller Gewölbebrücken sowie Pfaffenholz Rösche einschließlich eines Mundlochs (siehe Einzeldenkmalliste -Obj. 09209683); landschaftsbildprägende Bestandteile eines umfangreichen Systems der bergmännischen Wasserwirtschaft zur Versorgung des Freiberger Bergbaus mit Aufschlagwasser, bergbaugeschichtlich und ortsgeschichtlich von besonderer Bedeutung (siehe auch die Sachgesamtheitsliste -Obj. 08991218, Großhartmannsdorf, Zehntel -) | 09305367 |
| Weitere Bilder                          | Neugrabenflöße | Cämmerswalde (Karte)       | 1624–1629 (Floßgraben) | Floßgraben; bergbaugeschichtlich von Bedeutung | 09209668 |
| Weitere Bilder                          | Interflug 24; IL 14 | Cämmerswalde (Karte)       | 1957/1960 (Flugzeug) | Flugzeug; Zeugnis der Verkehrsgeschichte der DDR, technikgeschichtlich von Bedeutung | 09209686 |
|                                         | Stuhlfabrik, bestehend aus drei Gebäuden | Cämmerswalde (Karte)       | um 1700 (Fabrik) | stattliche Gebäudegruppe mit großer baugeschichtlicher, ortsgeschichtlicher und technikgeschichtlicher Bedeutung | 09209685 |
|                                         | Floßgraben | Deutschgeorgenthal (Karte) | 1624–1629 (Floßgraben) | bergbaugeschichtlich und ortsgeschichtlich von Bedeutung | 09209656 |
| Weitere Bilder                          | Revierwasserlaufanstalt (Sachgesamtheit); Dittersbacher Rösche; Cämmerswalder Kunstgraben | Dittersbach (Karte)        | 1839–1855, Dittersbacher Rösche (Rösche); 1852–1856, I. Purschensteiner Rösche (Rösche) | Einzeldenkmale der Sachgesamtheit Revierwasserlaufanstalt: I. Purschensteiner Rösche sowie Dittersbacher Rösche einschließlich eines Mundlochs (siehe Sachgesamtheitsliste -Obj. 09305361); landschaftsbildprägende Bestandteile eines umfangreichen Systems der bergmännischen Wasserwirtschaft zur Versorgung des Freiberger Bergbaus mit Aufschlagwasser, bergbaugeschichtlich und ortsgeschichtlich von besonderer Bedeutung | 09209973 |
|                                         | Revierwasserlaufanstalt (Sachgesamtheit) | Dittersbach (Karte)        | 16.–18. Jahrhundert (Bergbauanlage) | Sachgesamtheitsbestandteil der Revierwasserlaufanstalt im Ortsteil Neuhausen/Erzgeb. mit den Einzeldenkmalen: I. Purschensteiner Rösche sowie Dittersbacher Rösche einschließlich eines Mundlochs (siehe Einzeldenkmalliste -Obj. 09209973); landschaftsbildprägende Bestandteile eines umfangreichen Systems der bergmännischen Wasserwirtschaft zur Versorgung des Freiberger Bergbaus mit Aufschlagwasser, bergbaugeschichtlich und ortsgeschichtlich von besonderer Bedeutung (siehe auch die Sachgesamtheitsliste -Obj. 08991218, Großhartmannsdorf, Zehntel -) | 09305361 |
| Direkt Bild zu diesem Denkmal hochladen | Wohnhaus und Fabrik | Dittersbach (Karte)        | Ende 19. Jahrhundert (Wohnhaus) | architektonisch bedeutende Gebäude in markanter Straßenlage, baugeschichtlich und technikgeschichtlich von Bedeutung | 09209969 |
| Direkt Bild zu diesem Denkmal hochladen | Fabrikgebäude und Turbinenanlage | Dittersbach (Karte)        | 1907 (Fabrik); 1952 (Turbine) | Fabrikgebäude Putzbau mit Ziegel gerahmten großen Segmentbogenfenstern, vorgelagerte eingehauste Turbinenanlage, ortsgeschichtlich und technikgeschichtlich von Bedeutung | 09209967 |
| Direkt Bild zu diesem Denkmal hochladen | Göpfert-Mühle | Dittersbach (Karte)        | Mitte 19. Jahrhundert (Mühle) | Wohnmühlenhaus; zeit- und landschaftstypisches Fachwerk-Gebäude, baugeschichtlich, ortsgeschichtlich und technikgeschichtlich von Bedeutung | 09209966 |
| Weitere Bilder                          | Haltepunkt Seiffen | Dittersbach (Karte)        | 2. Hälfte 19. Jahrhundert (Bahnwärterhaus) | Bahnwärterhaus; typische Bahnarchitektur in gutem Originalzustand, eisenbahngeschichtlich von Bedeutung | 09209968 |
| Direkt Bild zu diesem Denkmal hochladen | Bauernhaus, Seitengebäude und Scheune eines Dreiseithofes | Heidelbach (Karte)         | Mitte 19. Jahrhundert (Bauernhaus) | als ehemalige Glashütte von ortsgeschichtlicher und technikgeschichtlicher Bedeutung | 09209935 |
|                                         | Pfaffenholz Rösche; Steinwiesen Kunstgraben; Steinwiesen Rösche; II. Purschensteiner Rösche; Purschensteiner Kunstgraben; I. Purschensteiner Rösche; Revierwasserlaufanstalt (Sachgesamtheit) | Neuhausen/Erzgeb. (Karte)  | um 1857, Steinwiesen Rösche (Rösche); 1852–1856, Purschensteiner Röschen (Rösche); 1858–1863, Pfaffenholz Rösche (Rösche); bezeichnet 1856, Mundlöcher Freiberger Straße (Mundloch); bezeichnet 1858, Mundloch II. Purschensteiner Rösche (Mundloch) | Einzeldenkmale der Sachgesamtheit Revierwasserlaufanstalt: Pfaffenholz Rösche einschließlich eines Mundlochs, Rechter und Linker Steinwiesen Kunstgraben einschließlich aller Gewölbebrücken, Steinwiesen Rösche einschließlich zweier Mundlöcher, II. Purschensteiner Rösche einschließlich zweier Mundlöcher, Purschensteiner Kunstgraben einschließlich aller Gewölbebrücken, I. Purschensteiner Rösche einschließlich eines Mundlochs (siehe Sachgesamtheitsliste -Obj. 09305356); landschaftsbildprägende Bestandteile eines umfangreichen Systems der bergmännischen Wasserwirtschaft zur Versorgung des Freiberger Bergbaus mit Aufschlagwasser, bergbaugeschichtlich und ortsgeschichtlich von besonderer Bedeutung | 09209961 |
| Weitere Bilder                          | Heidengraben | Neuhausen/Erzgeb. (Karte)  | 1669 (Bergbau-Wasseranlage) | Kunstgraben (siehe auch Gemeinde Seiffen/Erzgeb., Kurort, ohne Anschrift -Obj. 09301159); diente der Zuführung von Aufschlagwasser für die Aufbereitungsanlagen des lokalen Zinnbergbaus sowie in späterer Zeit für mehrere Wasserkraftdrehwerke, damit von großer bergbau- und technikgeschichtlicher sowie orts- und sozialgeschichtlicher Bedeutung | 09305908 |
|                                         | Revierwasserlaufanstalt (Sachgesamtheit) | Neuhausen/Erzgeb. (Karte)  | 16.–18. Jahrhundert (Bergbauanlage) | Sachgesamtheitsbestandteil der Revierwasserlaufanstalt im Ortsteil Neuhausen/Erzgeb. mit den Einzeldenkmalen: Pfaffenholz Rösche einschließlich eines Mundlochs, Rechter und Linker Steinwiesen Kunstgraben einschließlich aller Gewölbebrücken, Steinwiesen Rösche einschließlich zweier Mundlöcher, II. Purschensteiner Rösche einschließlich zweier Mundlöcher, Purschensteiner Kunstgraben einschließlich aller Gewölbebrücken, I. Purschensteiner Rösche einschließlich eines Mundlochs (siehe Einzeldenkmalliste -Obj. 09209961); landschaftsbildprägende Bestandteile eines umfangreichen Systems der bergmännischen Wasserwirtschaft zur Versorgung des Freiberger Bergbaus mit Aufschlagwasser, bergbaugeschichtlich und ortsgeschichtlich von besonderer Bedeutung (siehe auch die Sachgesamtheitsliste -Obj. 08991218, Großhartmannsdorf, Zehntel -)                               | 09305356 |
| Weitere Bilder                          | Sachgesamtheit Königlich-Sächsische Triangulierung („Europäische Gradmessung im Königreich Sachsen“); Station 82 Schwartenberg                                                                | Neuhausen/Erzgeb. (Karte)  | bezeichnet 1863 (Triangulationssäule) | Triangulationssäule; Station 2. Ordnung, bedeutendes Zeugnis der Geodäsie des 19. Jahrhunderts, vermessungsgeschichtlich von Bedeutung | 09209938 |
| Weitere Bilder                          | Bahnhof Neuhausen (Erzgeb.) | Neuhausen/Erzgeb. (Karte)  | 2. Hälfte 19. Jahrhundert (Empfangsgebäude) | Empfangsgebäude eines Bahnhofs; typische Bahnhofsarchitektur in Klinkerbauweise, eisenbahngeschichtlich und ortsgeschichtlich von Bedeutung | 09209615 |
| Direkt Bild zu diesem Denkmal hochladen | Stuhlfabrik mit technischer Ausstattung (heute Museum) und Schornstein | Neuhausen/Erzgeb. (Karte)  | um 1900 (Fabrikgebäude) | schlichter Putzbau, ortsgeschichtlich und technikgeschichtlich von Bedeutung | 09209989 |
| Direkt Bild zu diesem Denkmal hochladen | Fabrikgebäude | Neuhausen/Erzgeb. (Karte)  | um 1920 (Fabrik) | markanter Fabrikbau, baugeschichtlich, ortsgeschichtlich und technikgeschichtlich von Bedeutung | 09209621 |
| Direkt Bild zu diesem Denkmal hochladen | Wohnhaus | Neuhausen/Erzgeb. (Karte)  | um 1870 (Wohnhaus) | ehemals zur Stuhlfabrik Jehmlin zugehörig, ortsgeschichtlich von Bedeutung | 09209944 |
| Direkt Bild zu diesem Denkmal hochladen | Möbelfabrik Helbig | Neuhausen/Erzgeb. (Karte)  | bezeichnet 1867 (Fabrik) | Fabrikgebäude mit Gedenktafel; baugeschichtlich und ortsgeschichtlich von Bedeutung | 09209946 |
| Direkt Bild zu diesem Denkmal hochladen | Fabrikgebäude, Werkstatt (Verbindungsbau) und Wohnhaus | Neuhausen/Erzgeb. (Karte)  | 1892 (Fabrik) | bilprägende Gebäudeeinheit, ortsgeschichtlich und technikgeschichtlich von Bedeutung | 09209948 |
|                                         | Sitzmöbelfabrik Otto Seifert | Neuhausen/Erzgeb. (Karte)  | bezeichnet 1927 (Möbelfabrik) | Möbelfabrik, Kesselund Maschinenhaus sowie Schornstein; bildprägende Gebäudegruppe, baugeschichtlich, ortsgeschichtlich und technikgeschichtlich von Bedeutung | 09209951 |
| Direkt Bild zu diesem Denkmal hochladen | Stuhlfabrik Schlieder | Neuhausen/Erzgeb. (Karte)  | 1927 (Möbelfabrik) | Stuhlfabrik; zeittypischer Putzbau von baugeschichtlicher und technikgeschichtlicher Bedeutung | 09209923 |
| Direkt Bild zu diesem Denkmal hochladen | Floßgraben | Neuwernsdorf (Karte)       | 1624–1629 (Floßgraben) | von bergbaugeschichtlicher Bedeutung | 09209715 |
| Direkt Bild zu diesem Denkmal hochladen | Mühle | Rauschenbach (Karte)       | um 1930 (Mühle) | im traditionellen Stil errichtetes Gebäude mit Fachwerk-Obergeschoss, baugeschichtlich und technikgeschichtlich von Bedeutung | 09209916 |

## Niederwiesa
| Bild                                    | Bezeichnung                                                                                 | Lage                 | Datierung                   | Beschreibung | ID       |
| --------------------------------------- | ------------------------------------------------------------------------------------------- | -------------------- | --------------------------- | --- | -------- |
| Weitere Bilder                          | Viadukt Braunsdorf; Eisenbahnstrecke Roßwein -Niederwiesa                                   | Braunsdorf (Karte)   | 1874–1889 (Eisenbahnbrücke) | Eisenbahnviadukt; markantes, das Landschaftsbild maßgeblich prägendes Bauwerk von technikgeschichtlicher, ortsgeschichtlicher und landschaftsbildprägender Bedeutung | 09240799 |
| Weitere Bilder                          | Oesterheltbrücke                                                                            | Braunsdorf (Karte)   | 1929 (Straßenbrücke)        | Straßenbrücke über die Zschopau; zweibogige Steinbrücke mit halbrunder Pfeilervorlage und Austritt von baugeschichtlicher, technikgeschichtlicher und landschaftsprägender Bauweise | 09240010 |
| Weitere Bilder                          | Wasserturm                                                                                  | Braunsdorf (Karte)   | 1911 (Wasserturm)           | Wasserturm; zum Wohnhaus umgebaut, gut erhaltener Wasserturm von ortsgeschichtlicher, baugeschichtlicher, technikgeschichtlicher sowie landschaftsprägender Bedeutung. | 09240585 |
| Weitere Bilder                          | Weberei Kurt Tannenhauer                                                                    | Braunsdorf (Karte)   | um 1830 (erste Fabrik)      | Möbelstoffweberei Tannenhauer: Fabrikanlage, bestehend aus Fabrikgebäude mit Verwaltungsanbau, Schornstein, Dieselantriebsaggregat Fa. Deutz mit Generator Fa.LLoyd, ehemalige Färberei, ehemalige Scheune, Trockenhaus, ehemaliger Rahmenberg mit Mauerresten und Bergkeller sowie kompletter Maschinensaal mit Jaquardwebmaschinen, Maschinen der Webereivorbereitung und Warenschau, ehemalige Firma Vogelsang; herausragendes Denkmal der Geschichte der Textilindustrie Sachsens | 09240798 |
| Direkt Bild zu diesem Denkmal hochladen | Wasserhochbehälter                                                                          | Lichtenwalde (Karte) |                             | aufwendig gegliederter kleiner Putzbau von technikgeschichtlichem Wert | 09240607 |
|                                         | Steinbogenbrücke                                                                            | Lichtenwalde         | nach 1880 (Straßenbrücke)   | Straßenbrücke über den Mühlgraben und den Angerbach | 09244522 |
| Weitere Bilder                          | Mühle, Gebäudekomplex mit Kunstwärterhaus, Mühlengebäude, Mühlenwohnhaus und Nebengebäude   | Lichtenwalde (Karte) |                             | markantes Gebäudeensemble, teilweise nur Grundmauern erhalten, von ortsgeschichtlicher, baugeschichtlicher und landschaftsprägender Bedeutung | 09240587 |
| Weitere Bilder                          | Königlich-Sächsische Meilensteine (Sachgesamtheit)                                          | Niederwiesa (Karte)  | nach 1858 (Halbmeilenstein) | Meilenstein; Halbmeilenstein, verkehrsgeschichtlich von Bedeutung | 09240007 |
| Weitere Bilder                          | Kursächsische Postmeilensäulen (Sachgesamtheit)                                             | Niederwiesa (Karte)  | 1725 (Ganzmeilensäule)      | Postmeilensäule; Kopie einer Ganzmeilensäule, verkehrsgeschichtlich von Bedeutung | 09240030 |
| Weitere Bilder                          | Viadukt Niederwiesa; Eisenbahnstrecke Roßwein -Niederwiesa                                  | Niederwiesa (Karte)  | 1866–1869 (Eisenbahnbrücke) | Eisenbahnviadukt; Eisenbahnüberführung über die Talstraße von technikgeschichtlicher, ortsgeschichtlicher sowie ortsbildprägender Bedeutung. | 09240014 |
| Direkt Bild zu diesem Denkmal hochladen | Bahnhof Niederwiesa; Eisenbahnstrecke Dresden werdau; Eisenbahnstrecke Roßwein -Niederwiesa | Niederwiesa (Karte)  | 1869 (Empfangsgebäude)      | Altes Empfangsgebäude des Bahnhofes; baugeschichtliches Zeugnis des Eisenbahnanschlusses der Gemeinde, der für die weitere wirtschaftliche Entwicklung sowie für die Entwicklung des Ortes von ausschlaggebender Bedeutung wurde | 09240022 |